# Biserica evanghelică fortificată din Rodbav

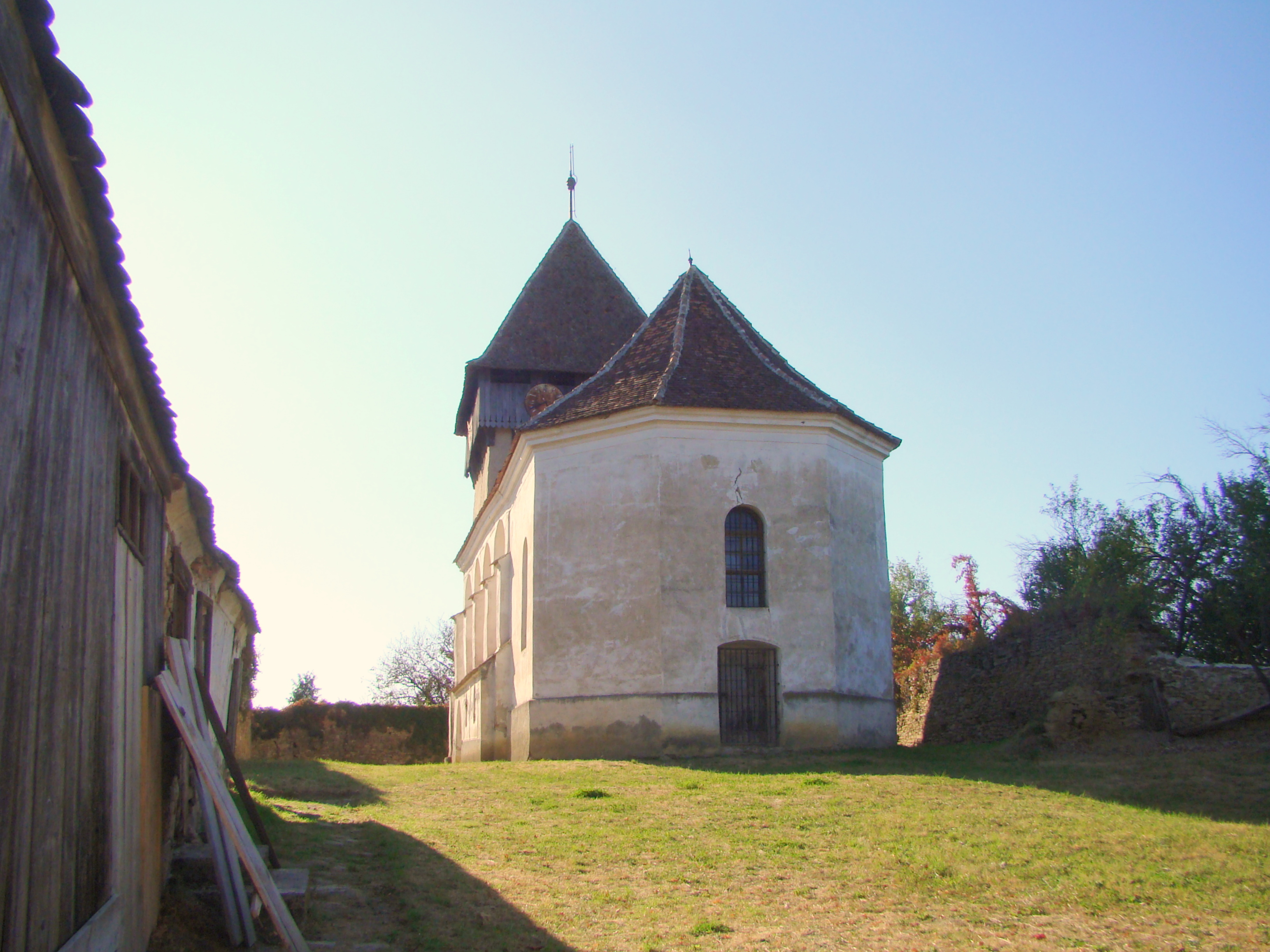
Biserica evanghelică fortificată din Rodbav, foto: septembrie 2019..

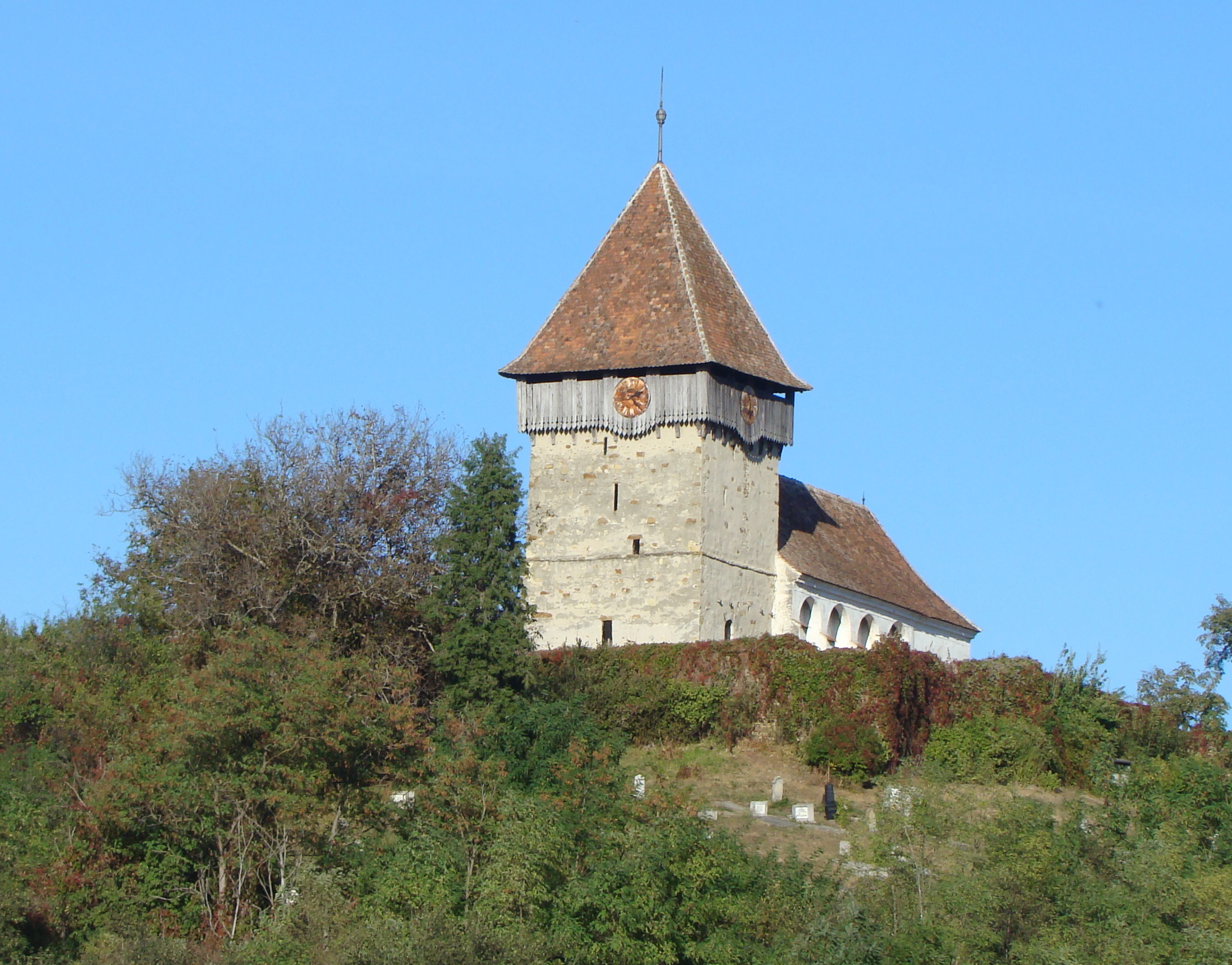
Biserica a fost construită pe cel mai înalt punct din sat, în secolul al XIII-lea.

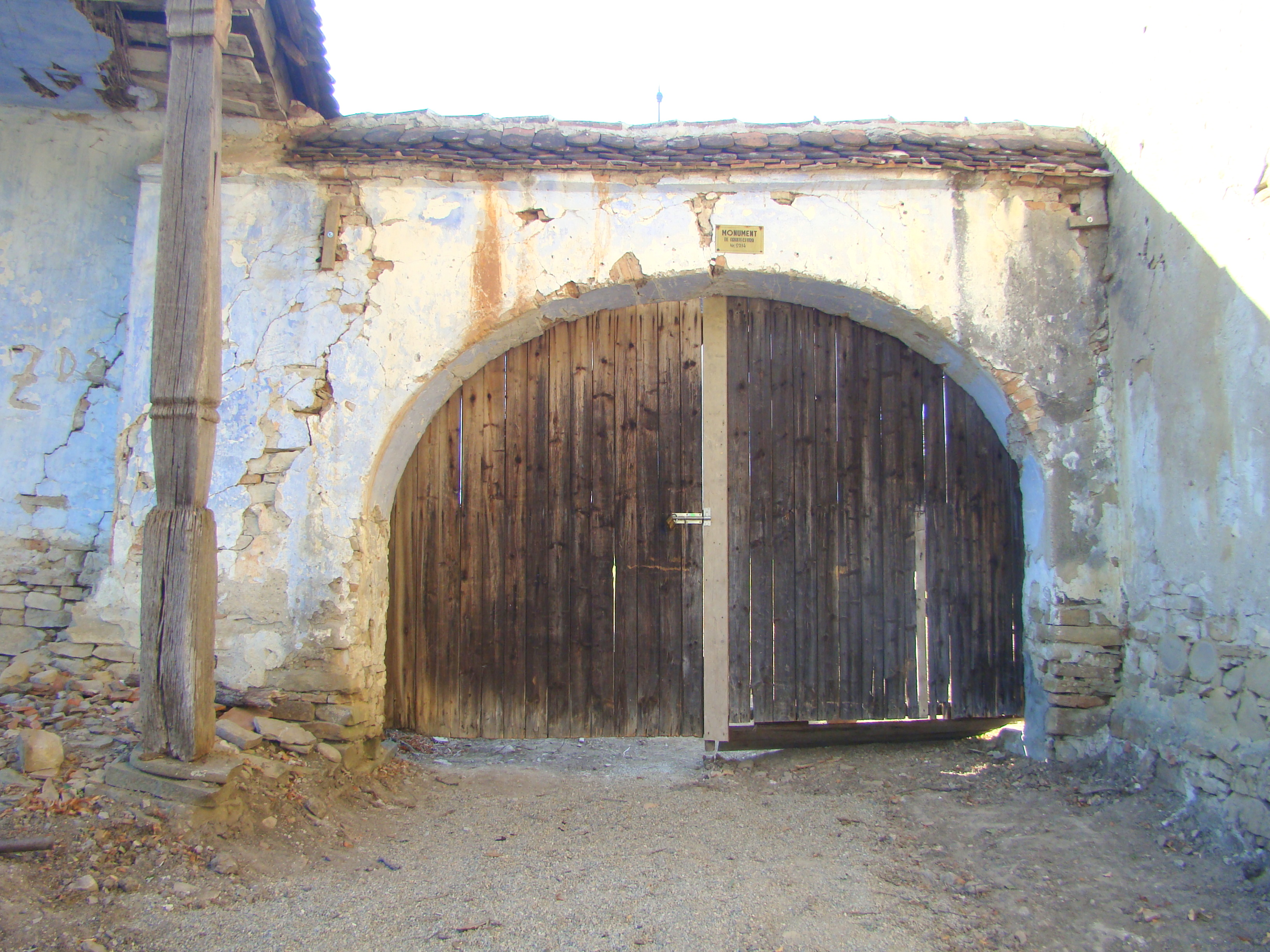
Poarta de acces în interiorul fortificaţiei

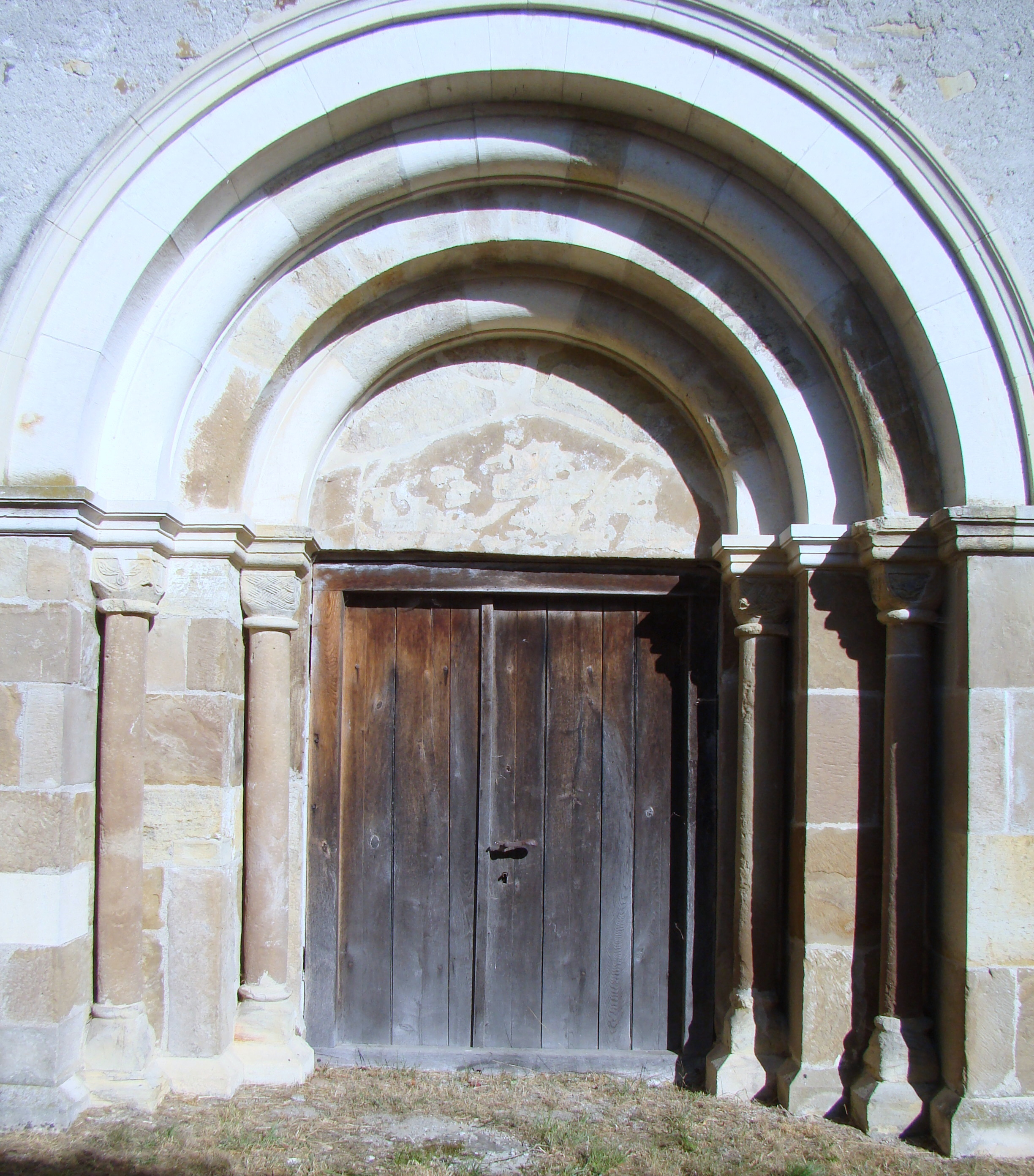
Portalul romanic al laturii de vest

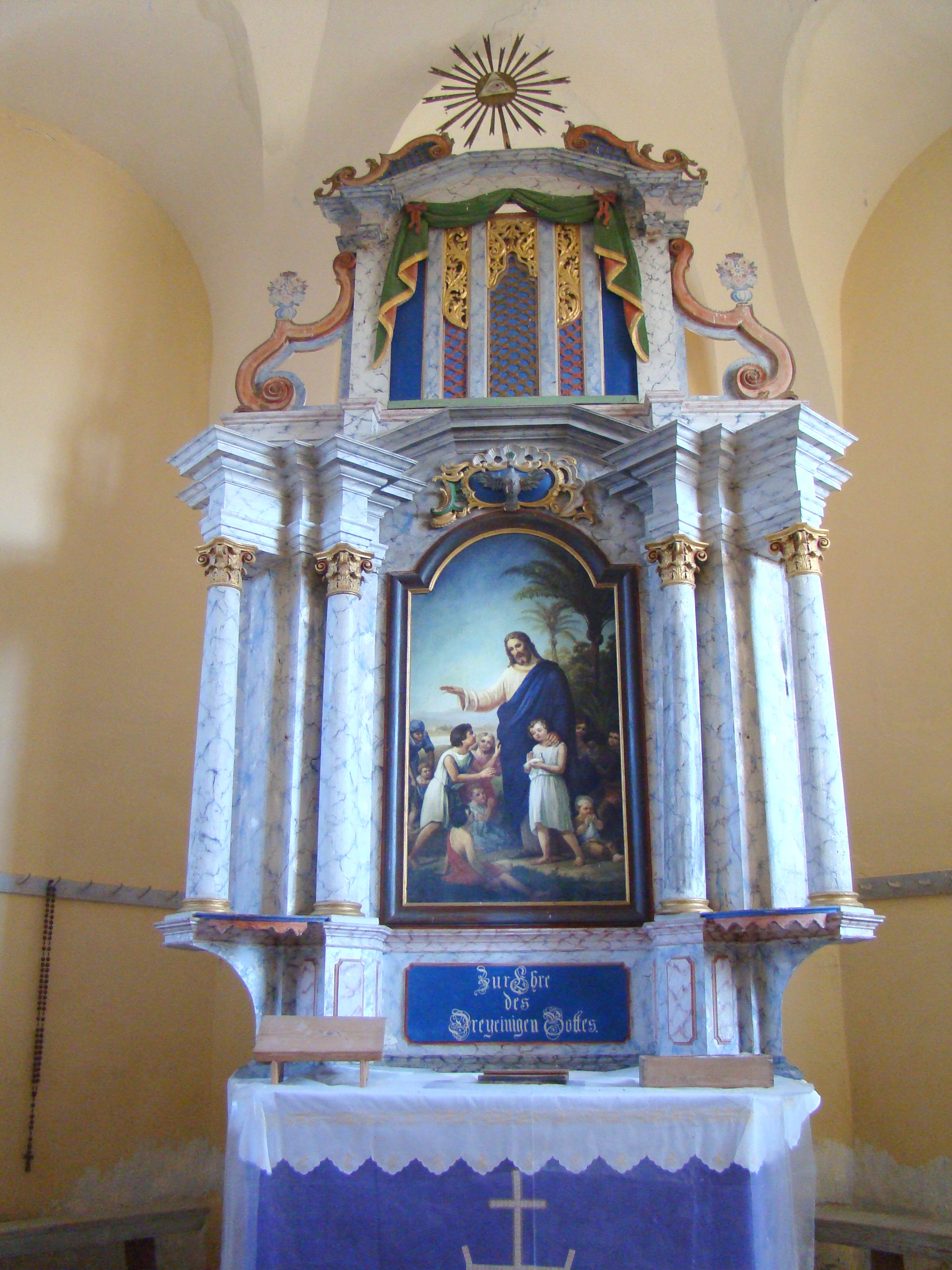
Altarul bisericii evanghelice din Rodbav

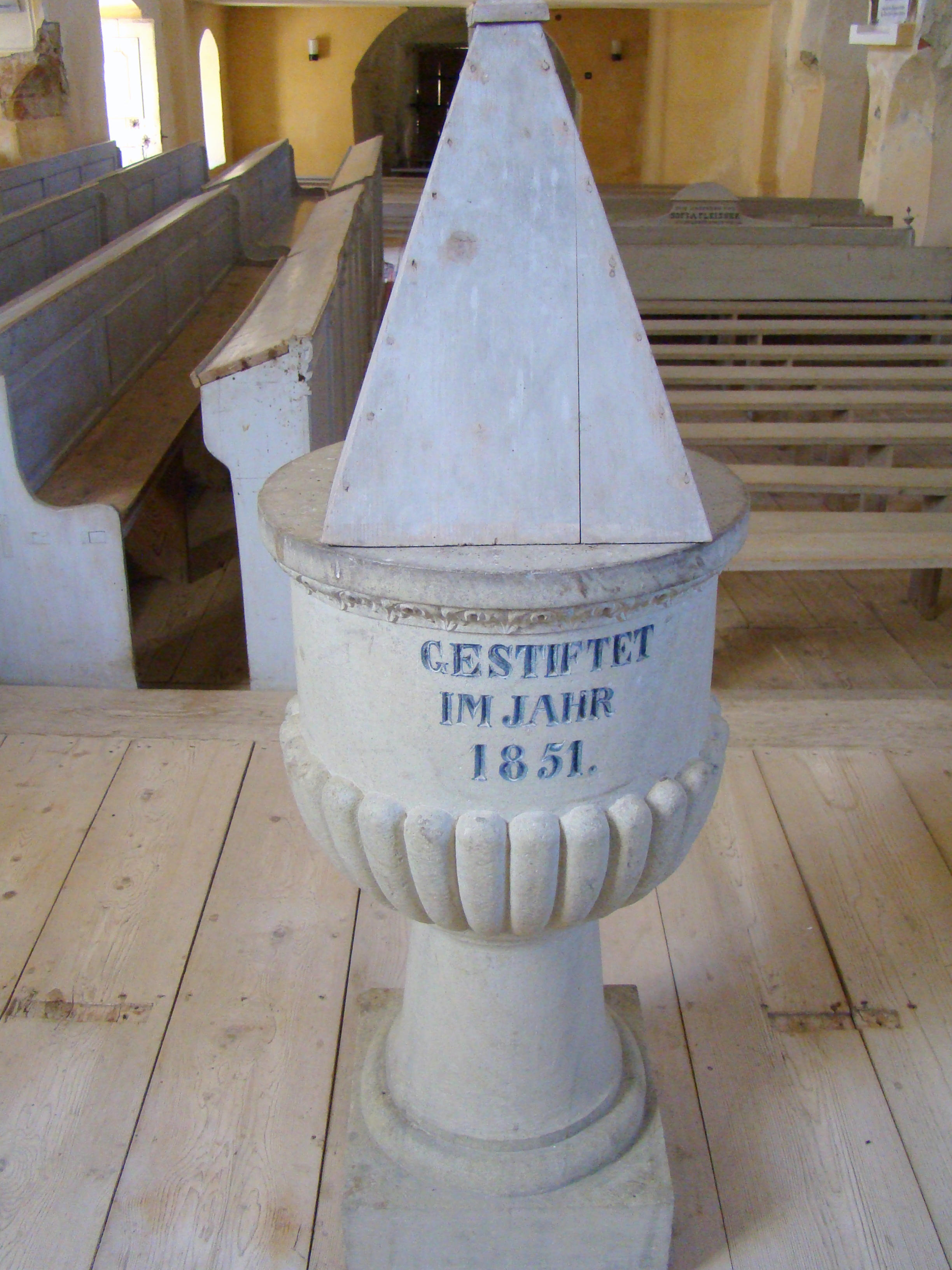
Cristelnița de piatră a fost realizată în anul 1851

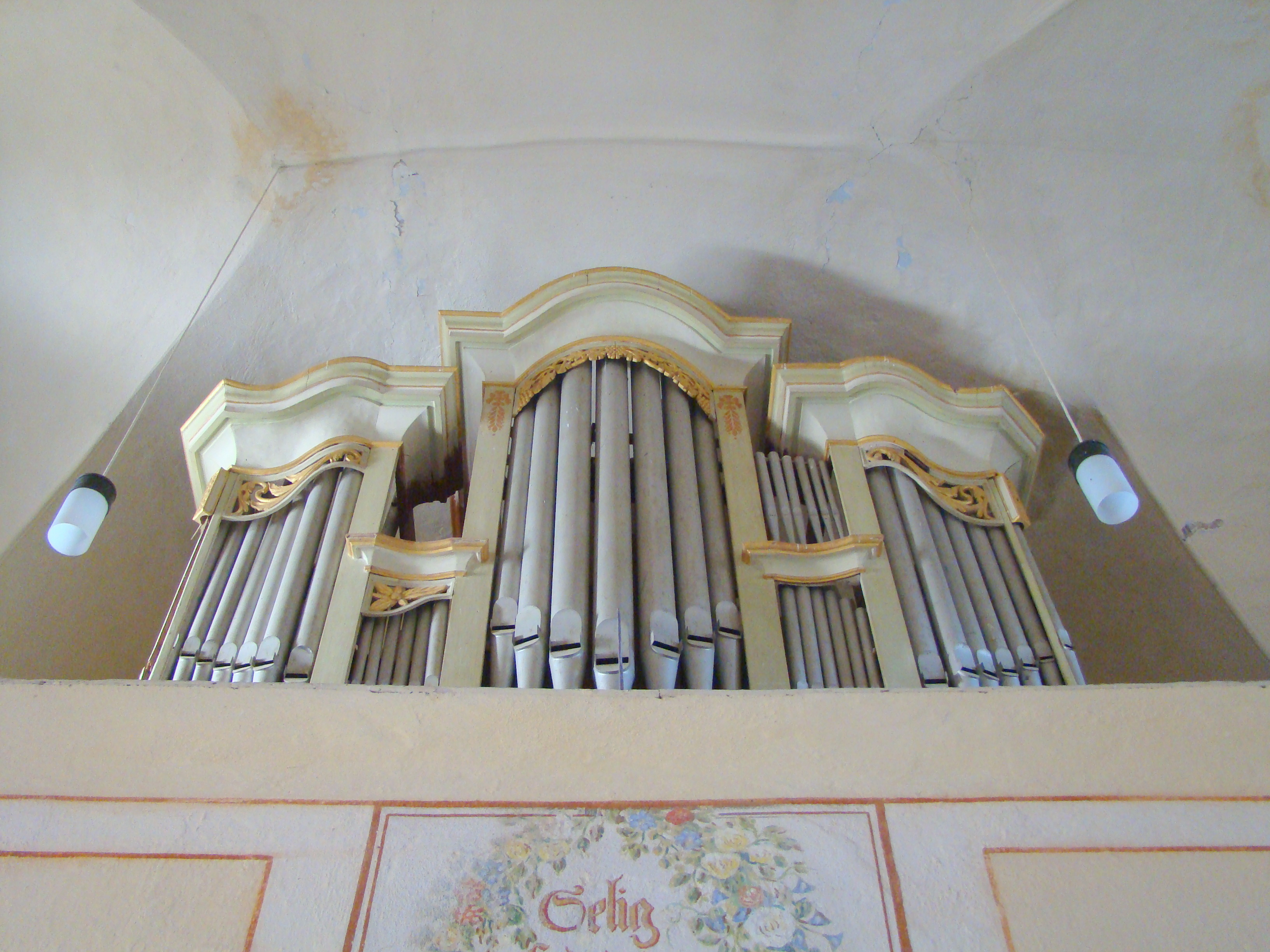
Orga a fost construită în anul 1850 și a fost restaurată în anul 1930 de Andreas Scherer

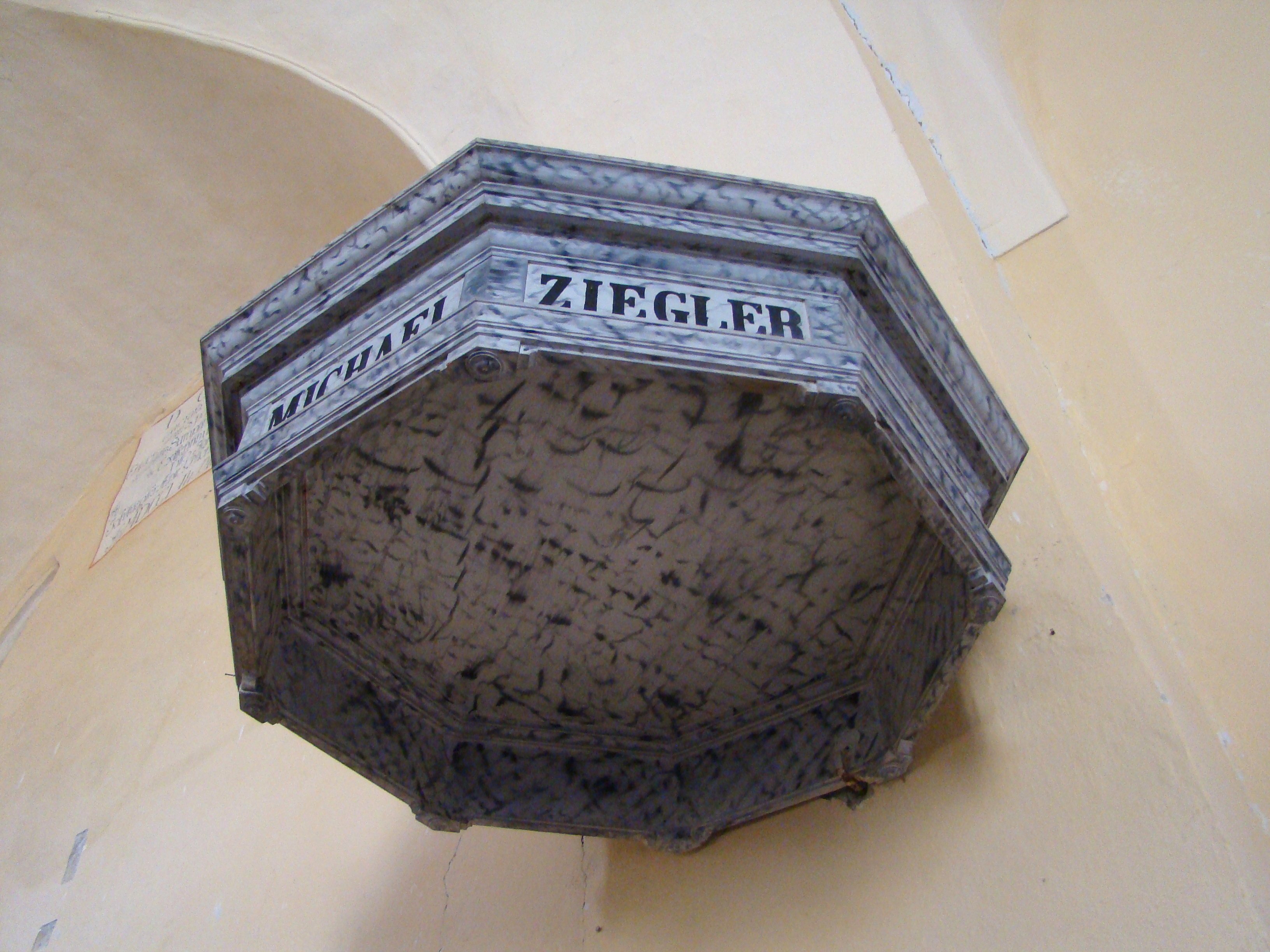
Coronamentul amvonului

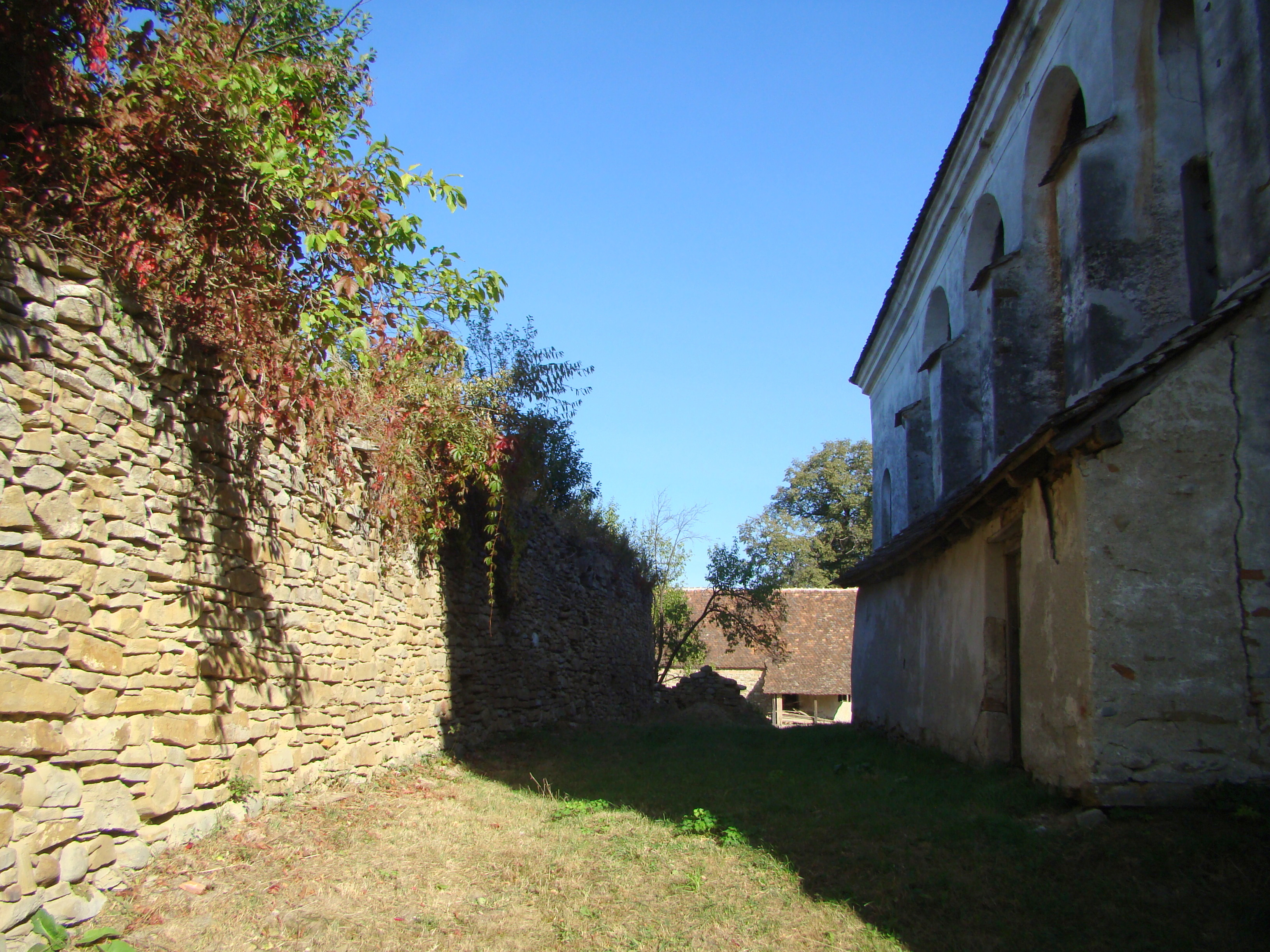
O parte din fortificație

Biserica evanghelică fortificată din Rodbav, inițial romano-catolică, cu hramul Sfântul Mihail, este un ansamblu de monumente istorice aflat pe teritoriul satului Rodbav, comuna Șoarș. În Repertoriul Arheologic Național, monumentul apare cu codul 41989.04.
Ansamblul este format din două monumente: 
- Biserica evanghelică (cod LMI BV-II-m-A-11767.01)
- Incintă fortificată, anexe (cod LMI BV-II-m-A-11767.02)

## Localitatea
Rodbav, mai demult Rotbav, Rorbaca (în dialectul săsesc Rirbich, Rîrbiχ, în germană Rohrbach, în maghiară Nádpatak, Nádaspatak) este un sat în comuna Șoarș din județul Brașov, Transilvania, România. Prima mențiune scrisă a localității este din 1337, când în registrul fiscal papal este menționat preotul „Lucas de Borbach”. 

## Biserica
A fost construită în secolul al XIII-lea, ca o basilică cu trei nave, cu absidă semicirculară pe capătul estic al navei centrale, și un turn pe cel vestic. În secolul al XV-lea biserica a fost fortificată. Stâlpii de plan pătrat care despărțeau navele au fost zidiți, la fel și portalul vestic și căile de acces exterioare către cele două scări înzidite ale turnului.
Nava centrală a primit deasupra un etaj dotat cu guri de tragere și cu guri de vărsare, sprijinit pe o galerie de contraforturi unite prin arce, construcție similară celei de la Șoarș. Turnului i-a fost adăugată o galerie de apărare din lemn.
În jurul bisericii a fost ridicată o fortificație din zid de piatră întărit cu turnuri, din care se mai păstrează ruina unui turn semicilindric și turnul colțului nord-estic, folosit ulterior de săteni pentru păstrarea slăninii. În secolul al XVIII-lea forma absidei a fost schimbată din semicirculară în poligonală.
Pe pereții navei centrale, în partea superioară, se păstrează câteva inscripții cu citate biblice și o inscripție de la renovarea din 1753. Și pee peretele opus accesului către scara emporei s-a descoperit o inscripție de secol XVIII, însă deficitar păstrată. 
Altarul și strana preotului au fost construite în stil baroc. Altarul a fost repictat in anul 1900 de sighișoreanul Josef Vogel. Panoul central al altarului a fost furat fără să fie recuperat, la fel și cele două statui din lemn policrom ale apostolilor Petru și Pavel care îl flancau. Cristelnița de piatră a fost realizată în anul 1851.

## Vezi și
- Rodbav, Brașov

## Imagini din exterior

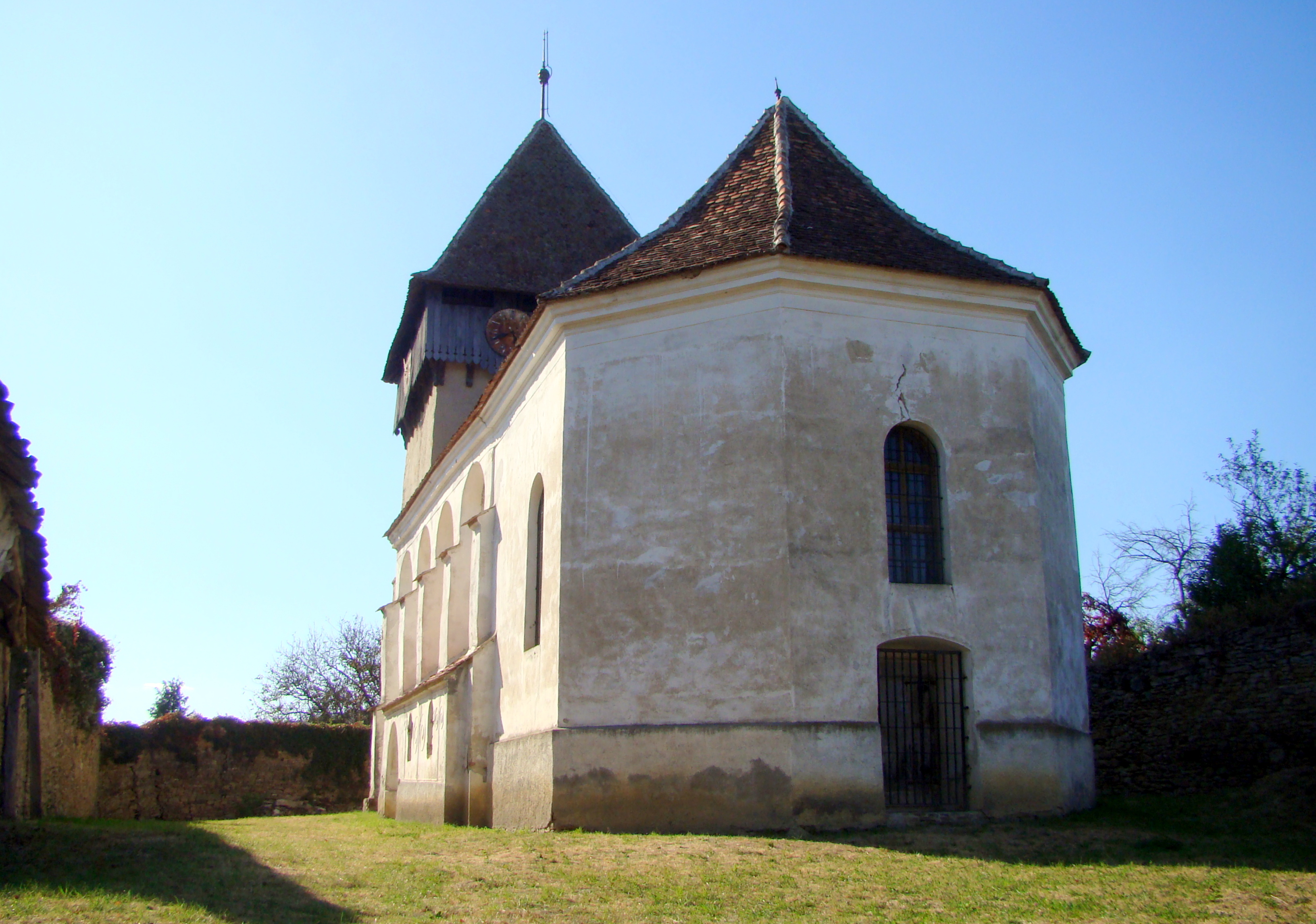
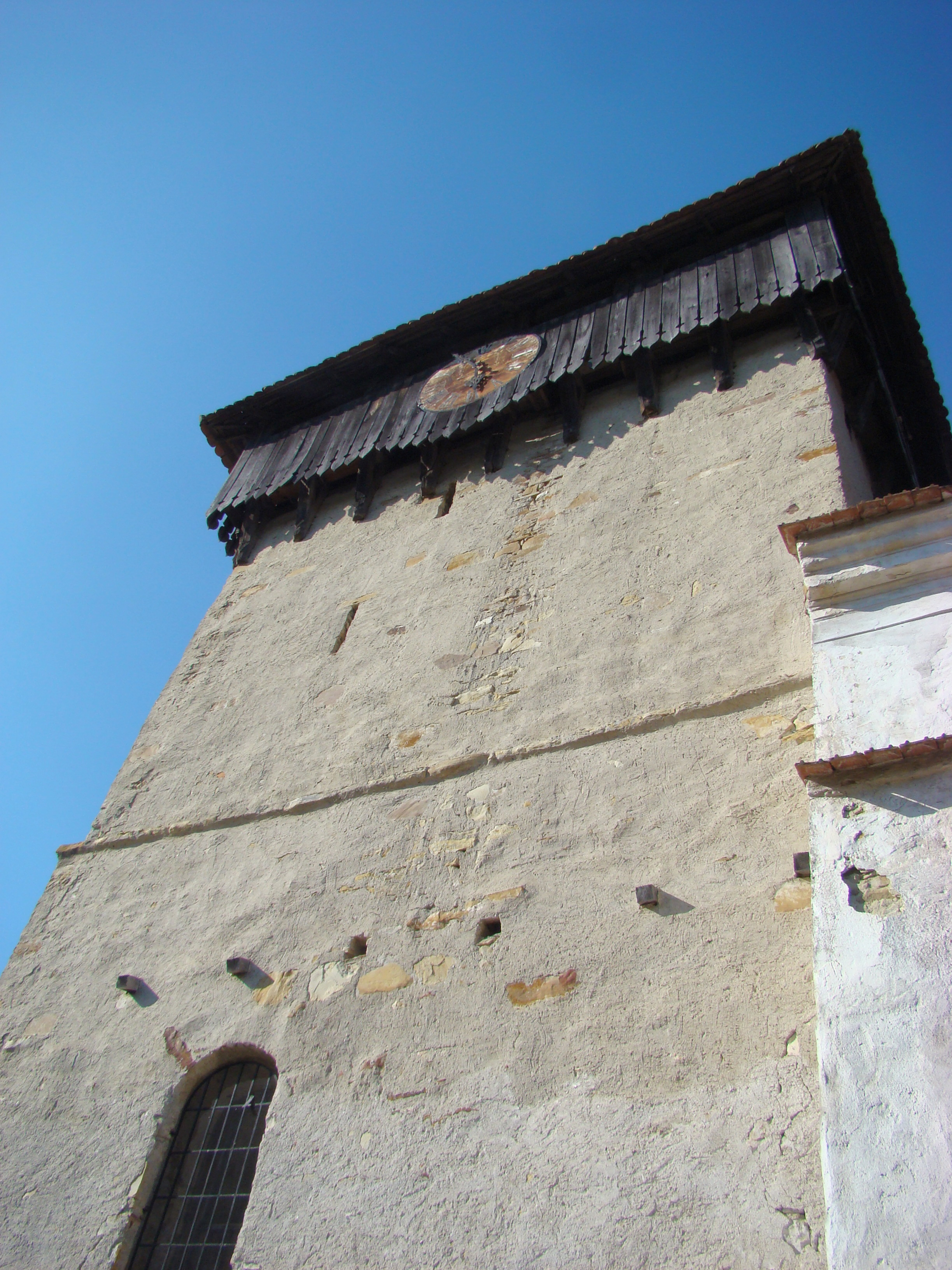
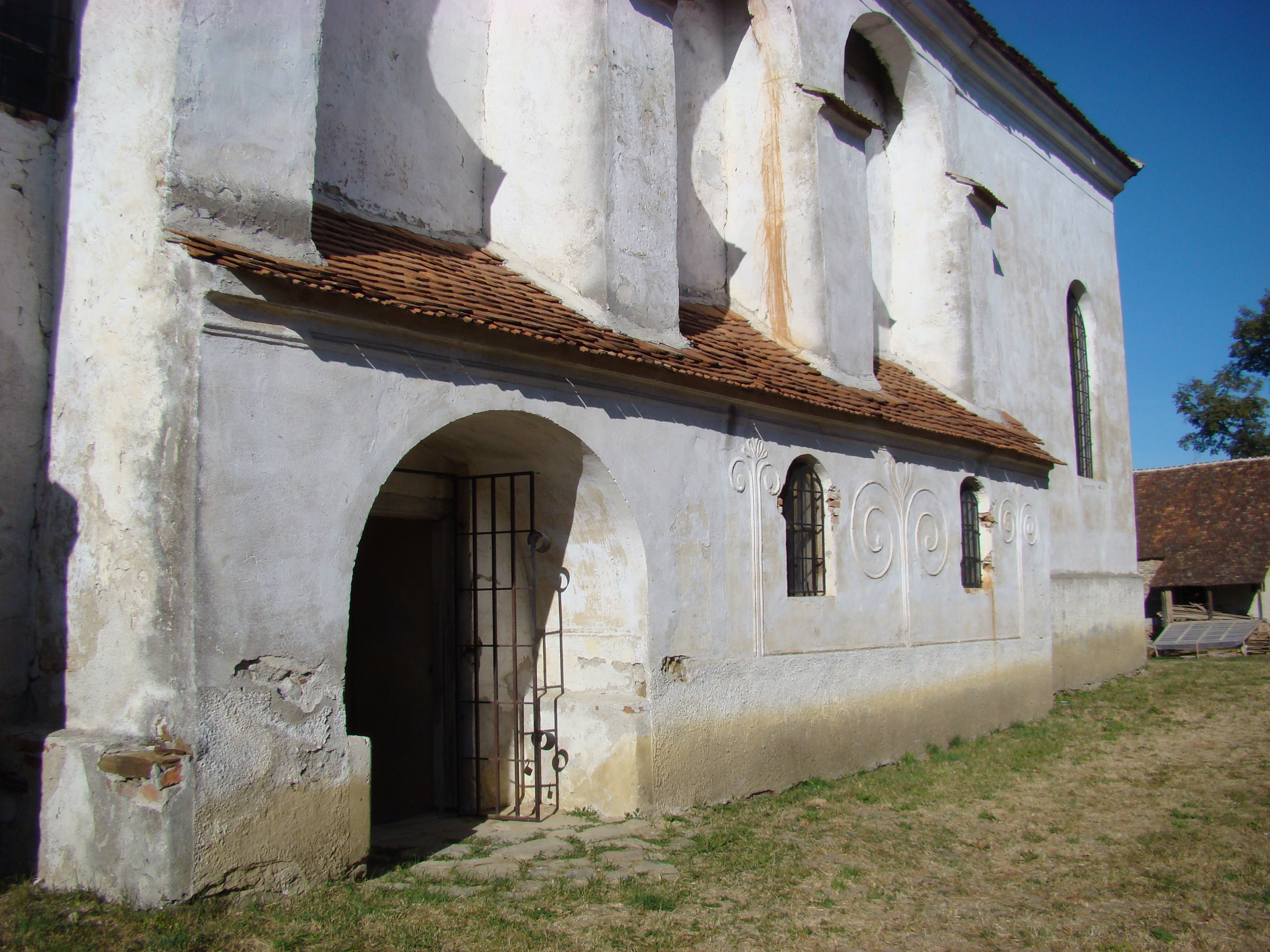
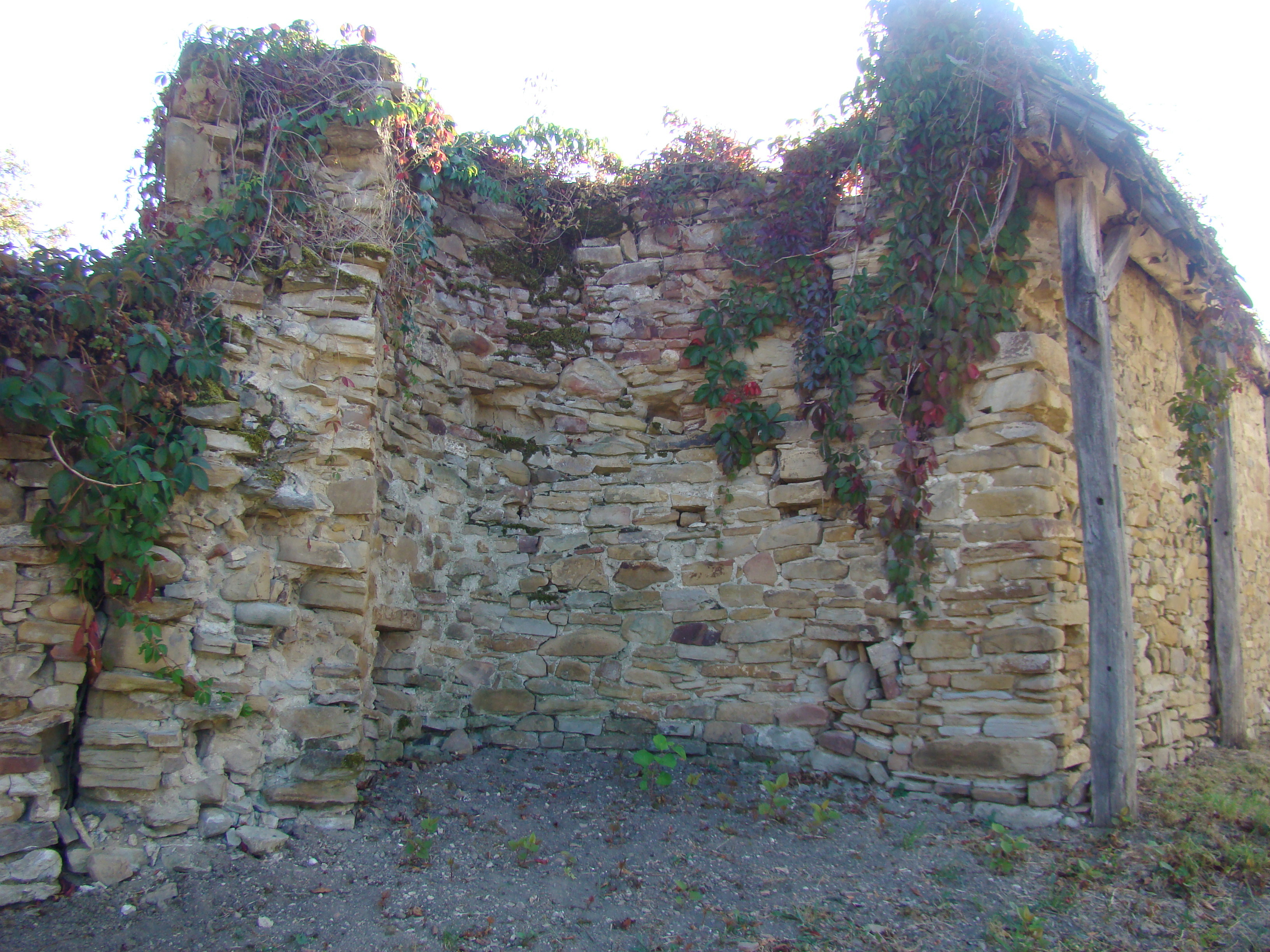
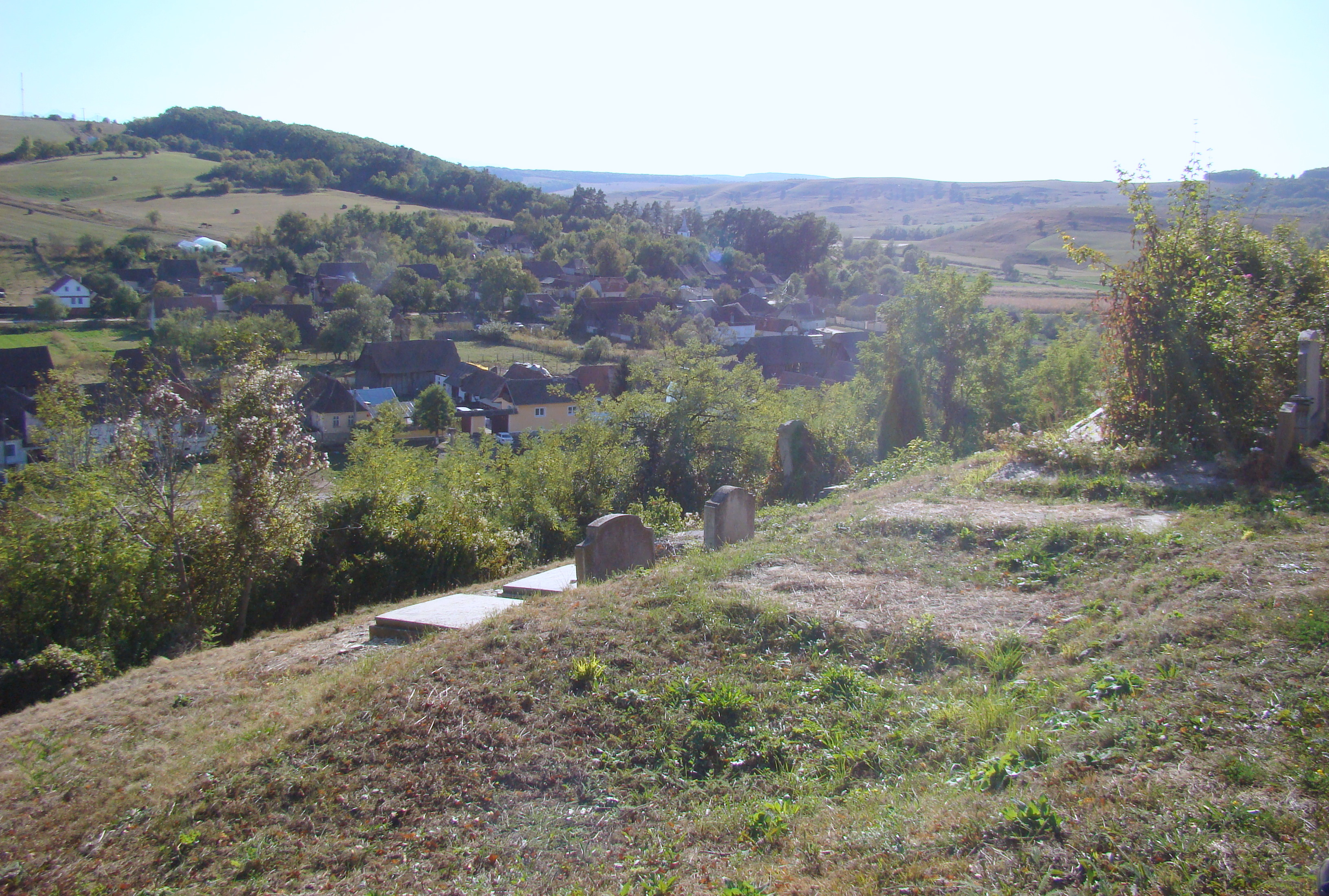
Pe exterior, în pantă, este amplasat cimitirul evanghelic
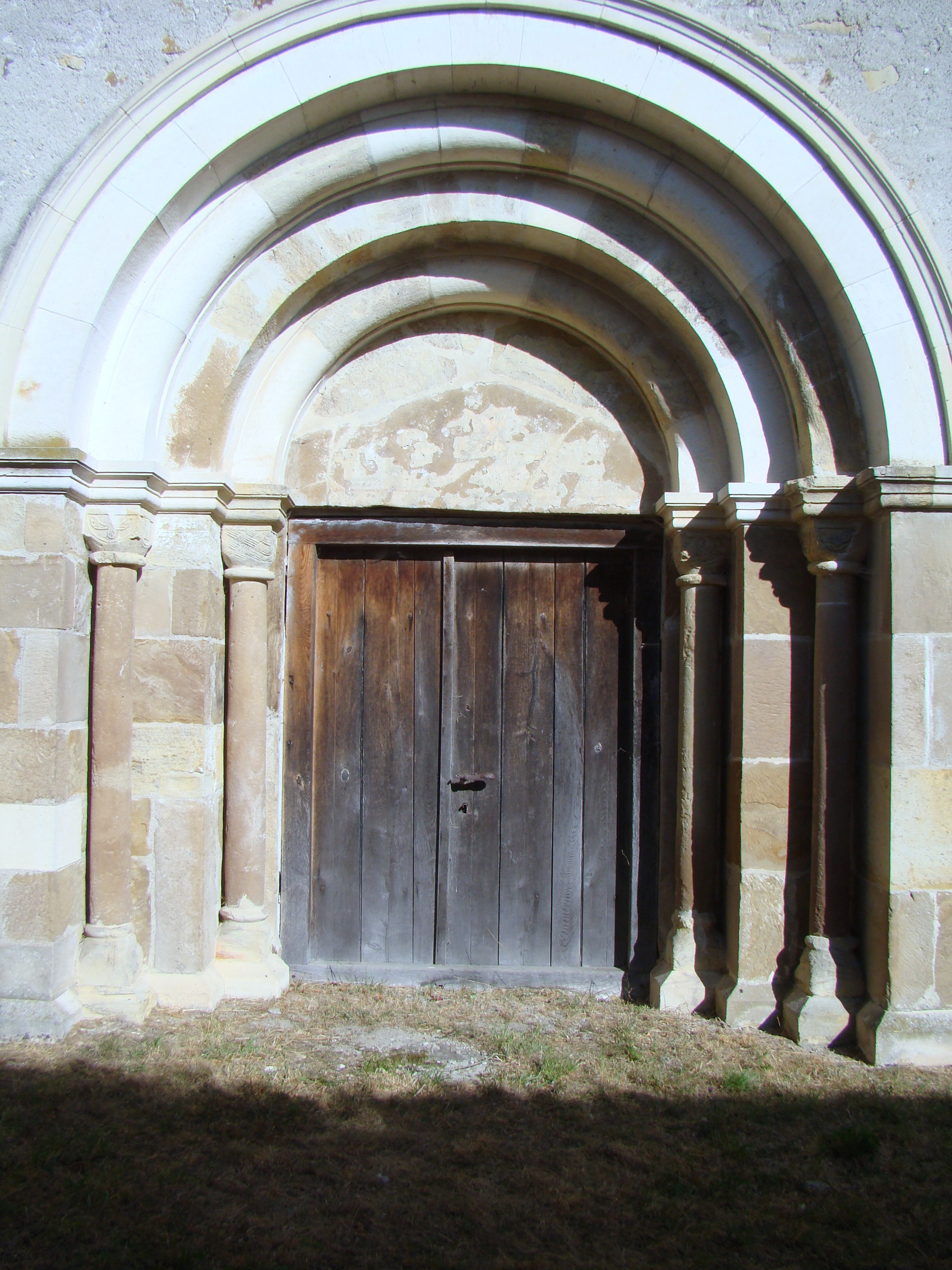
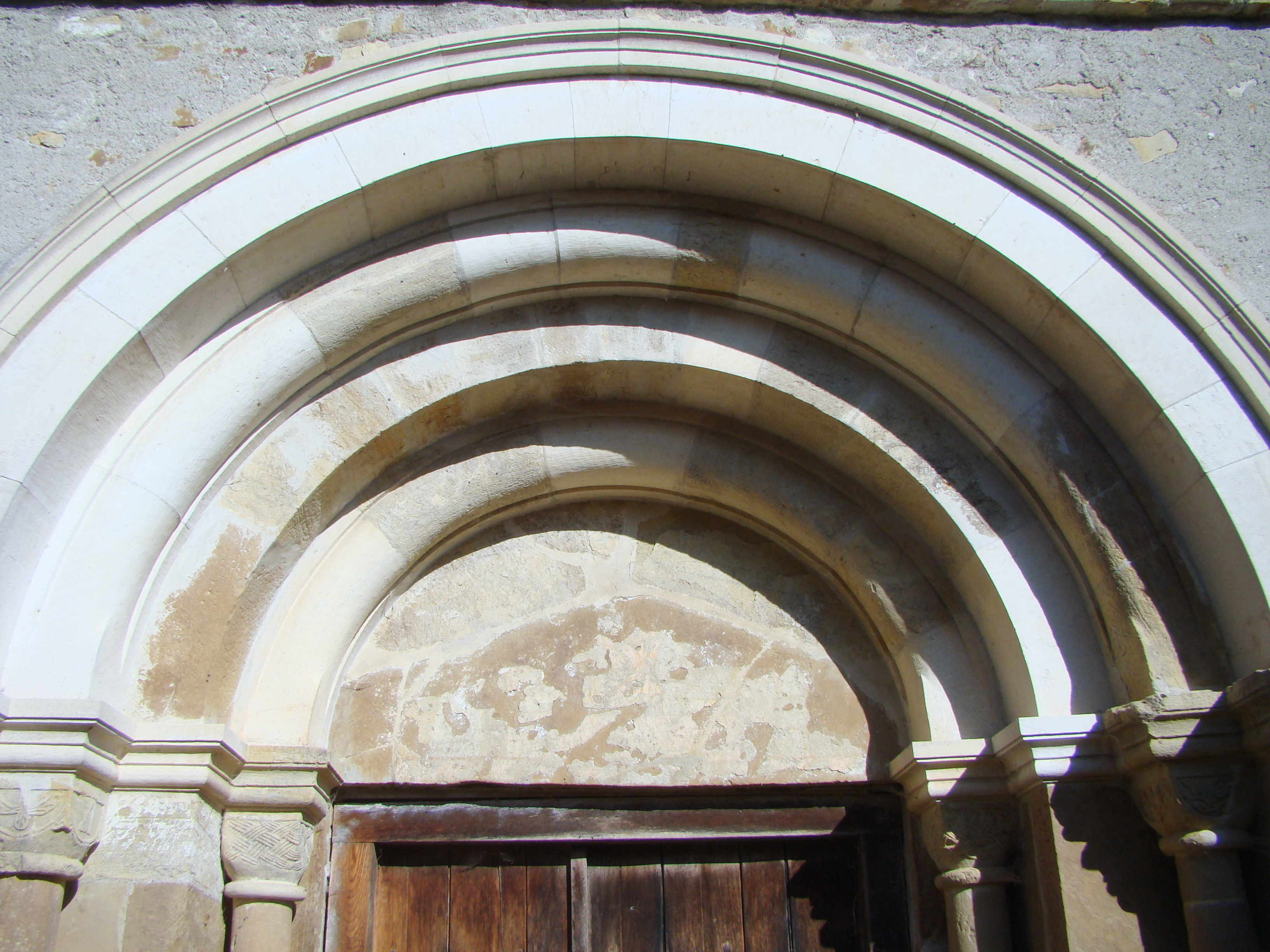
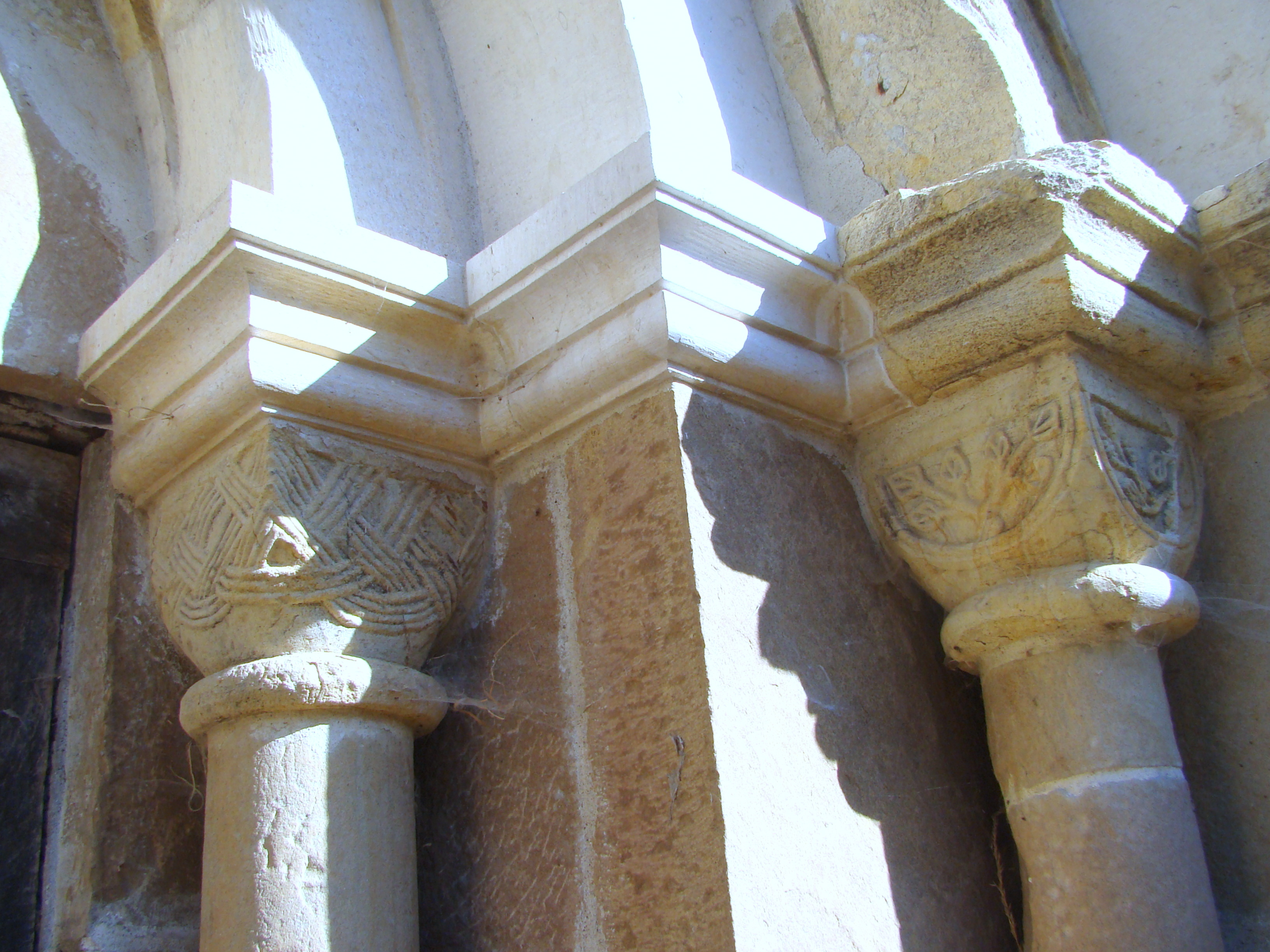
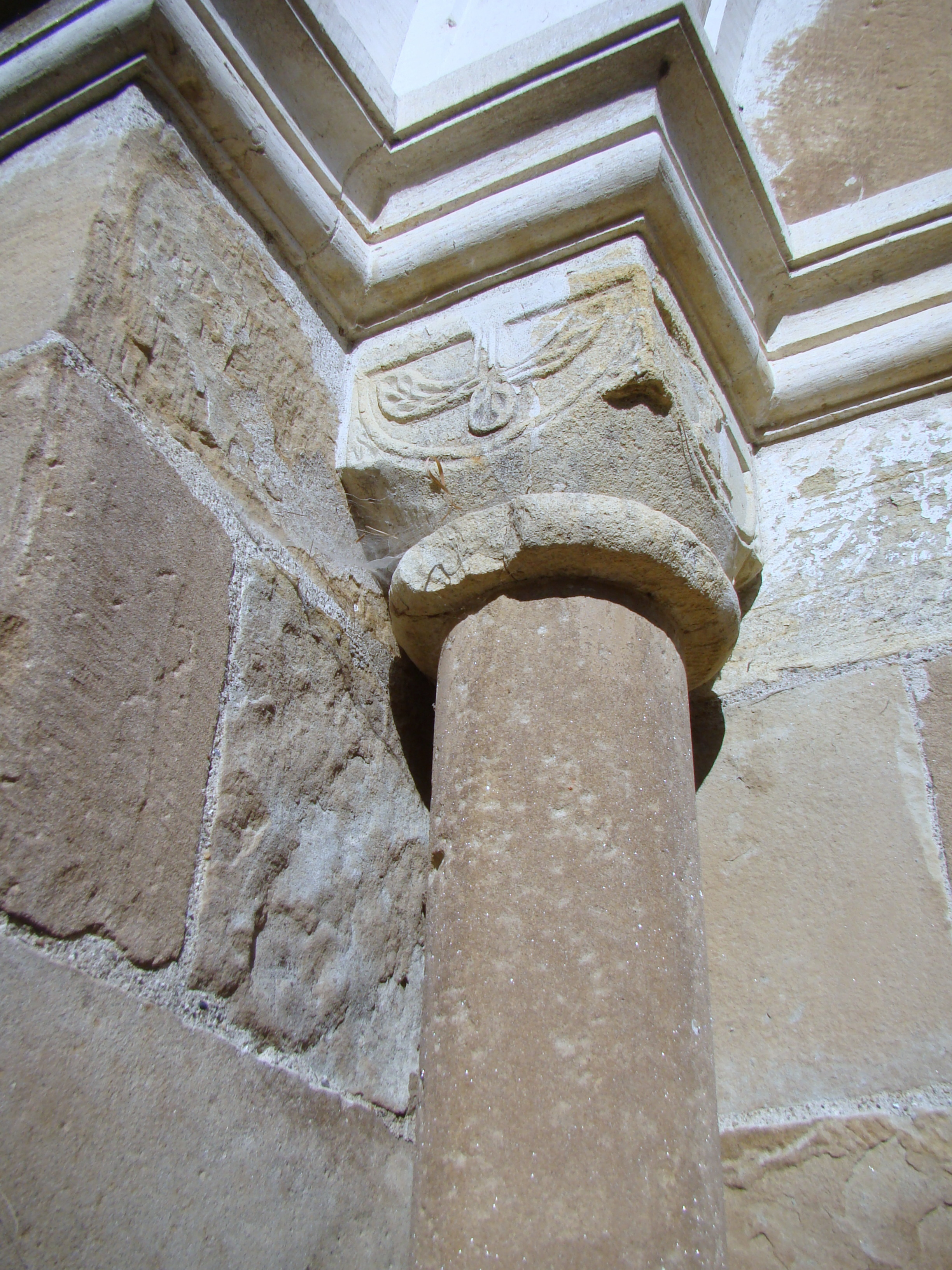
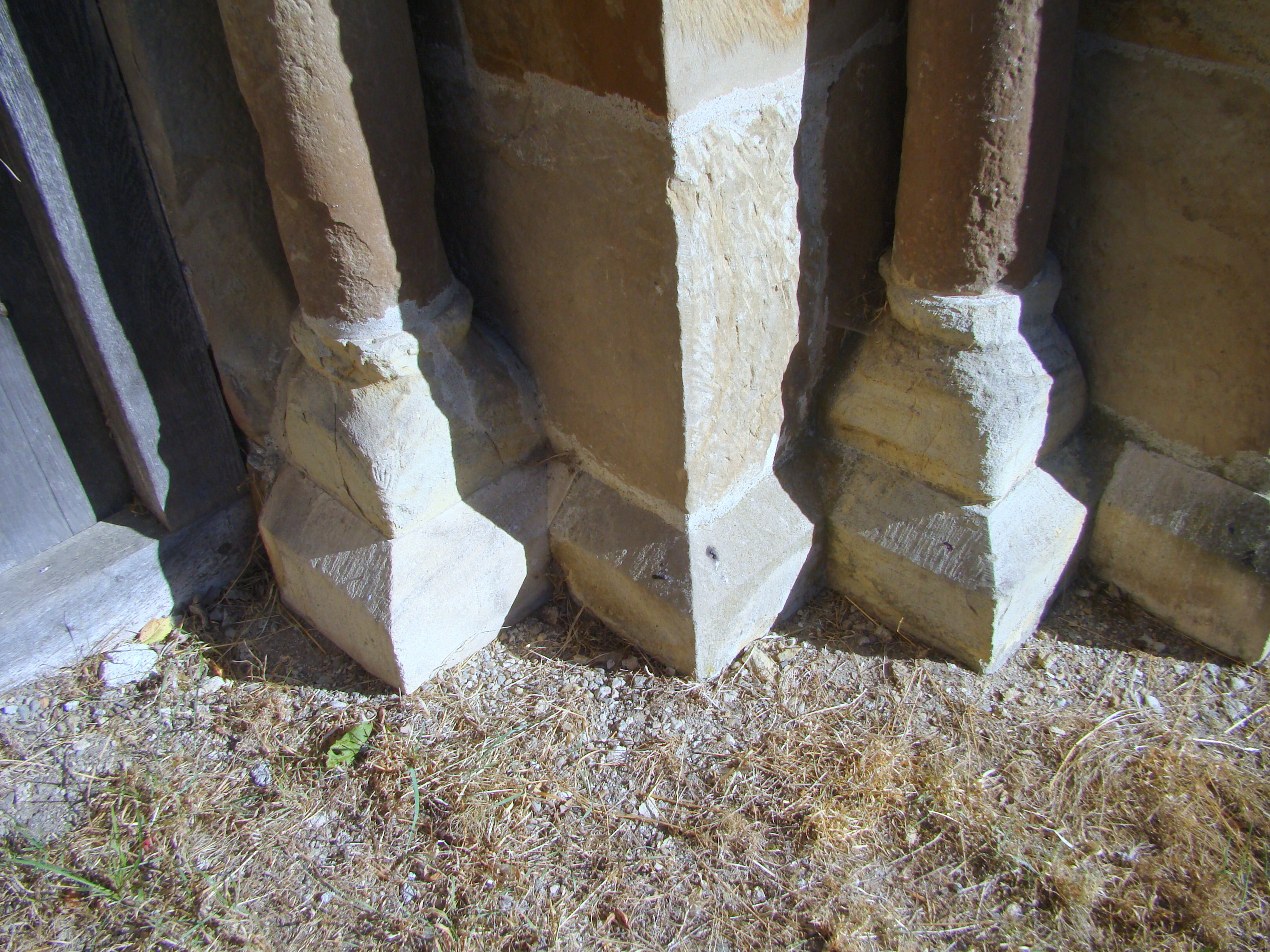
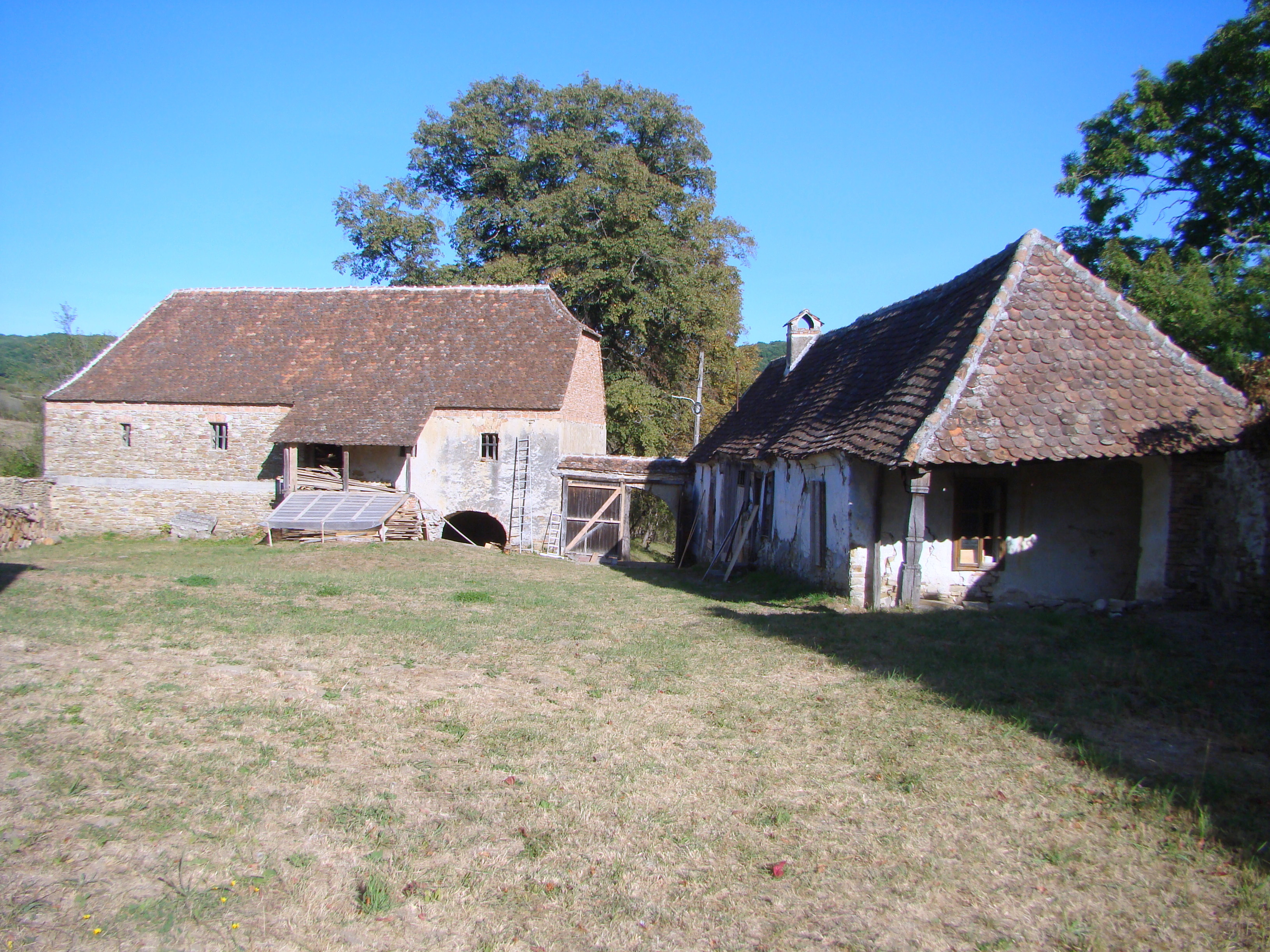
Pe latura sudică a incintei fortificate se află casa clopotarului și câteva magazii comunitare, toate într-o stare precară de conservare.
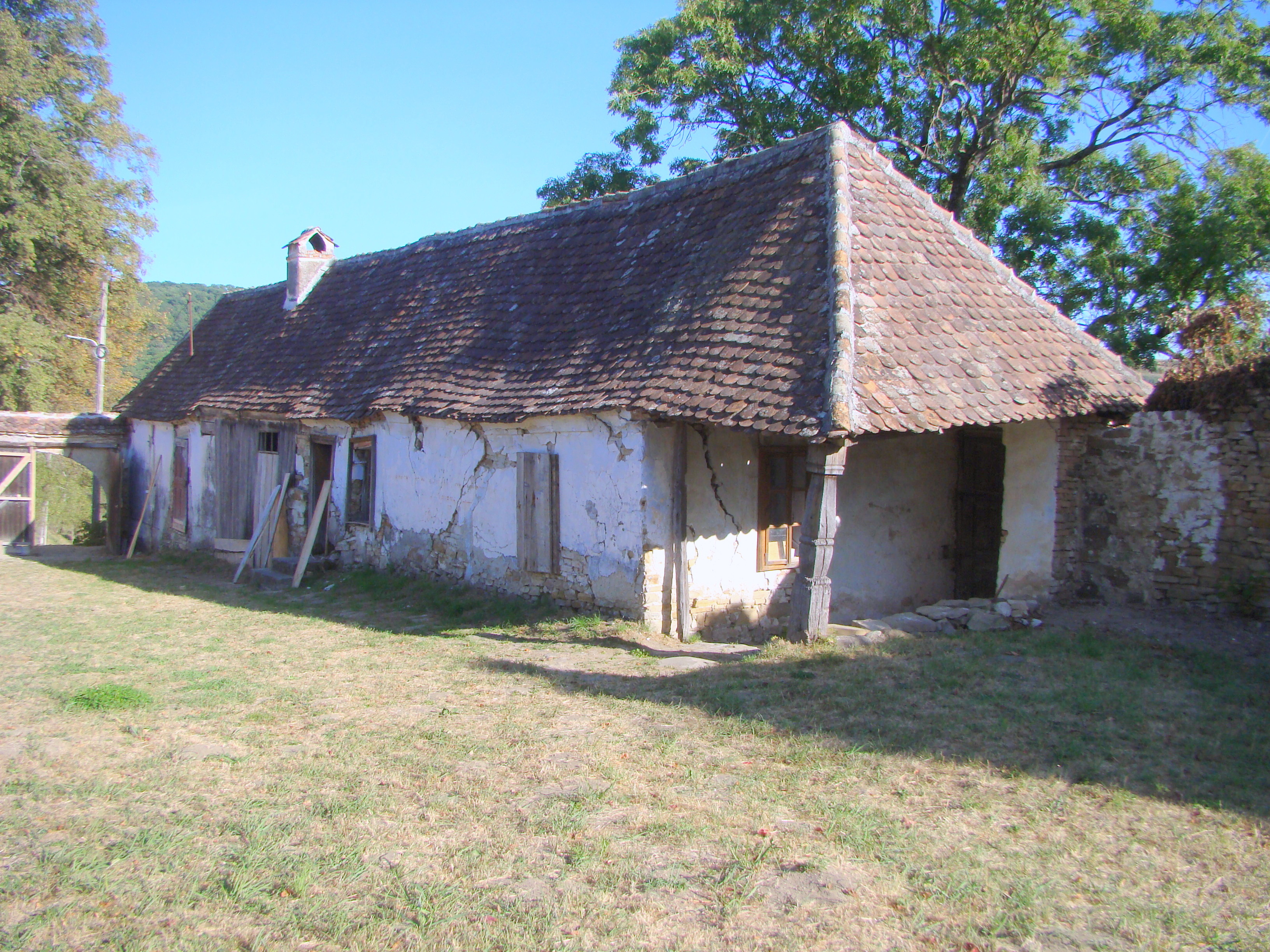
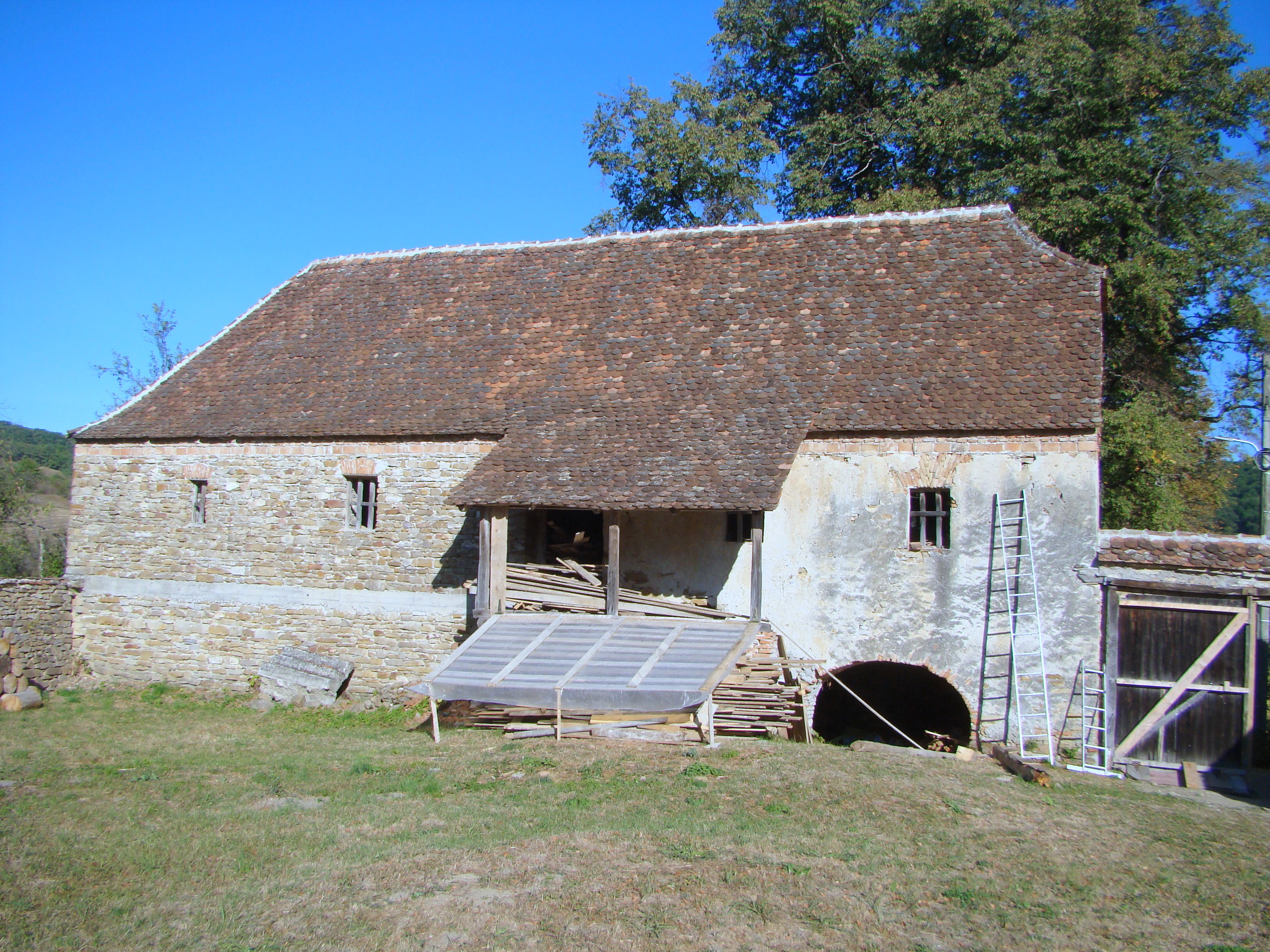
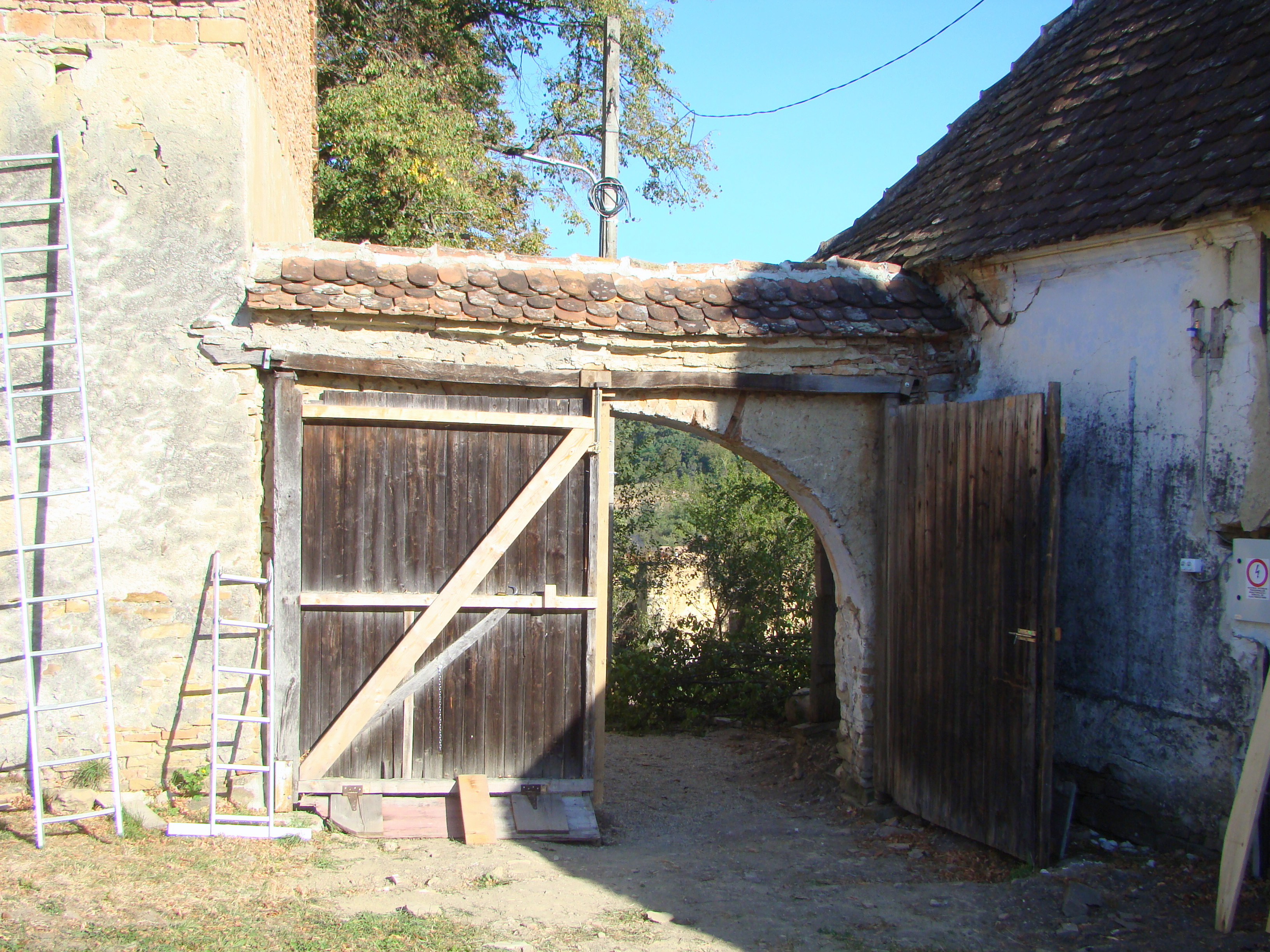
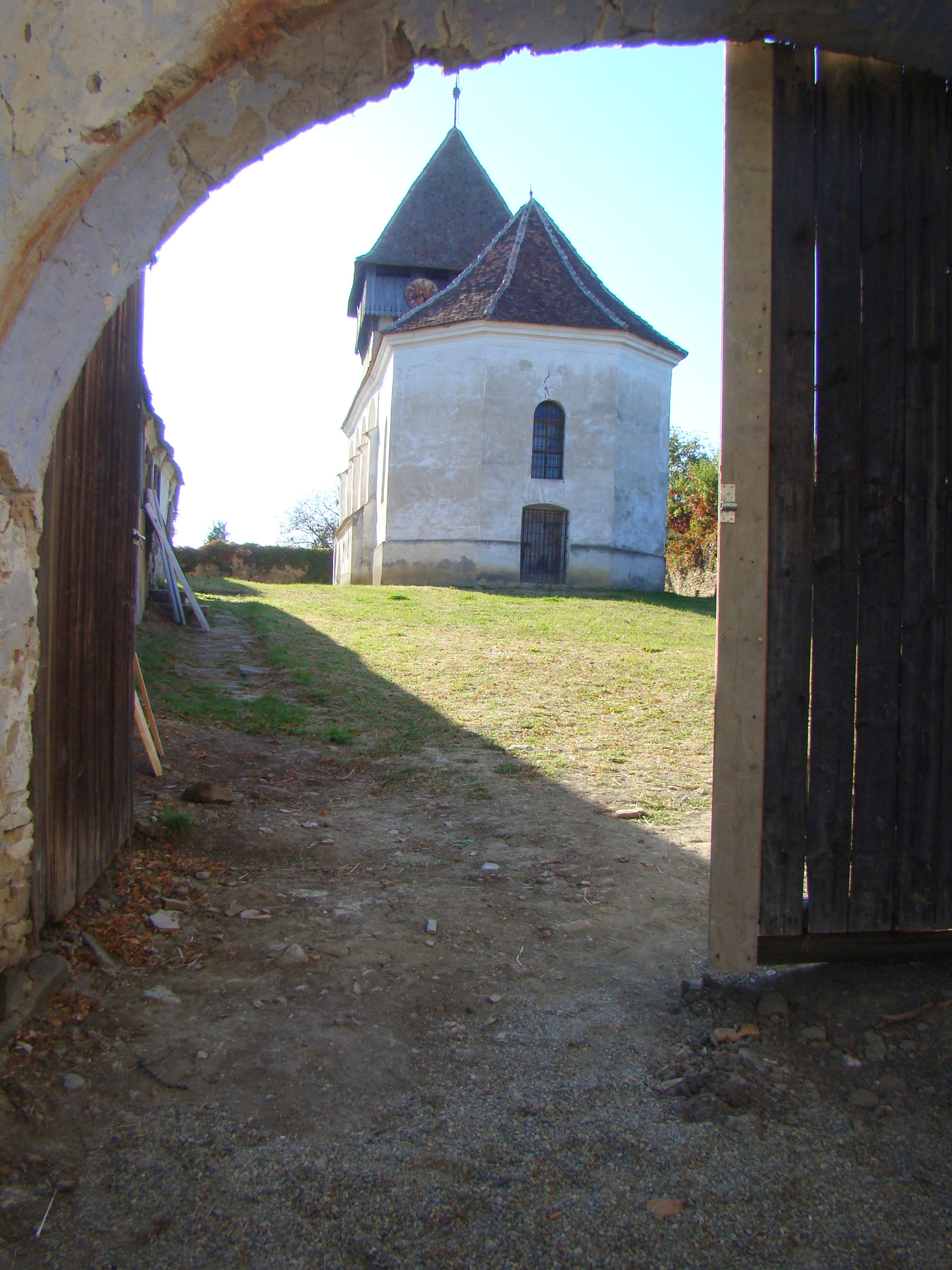
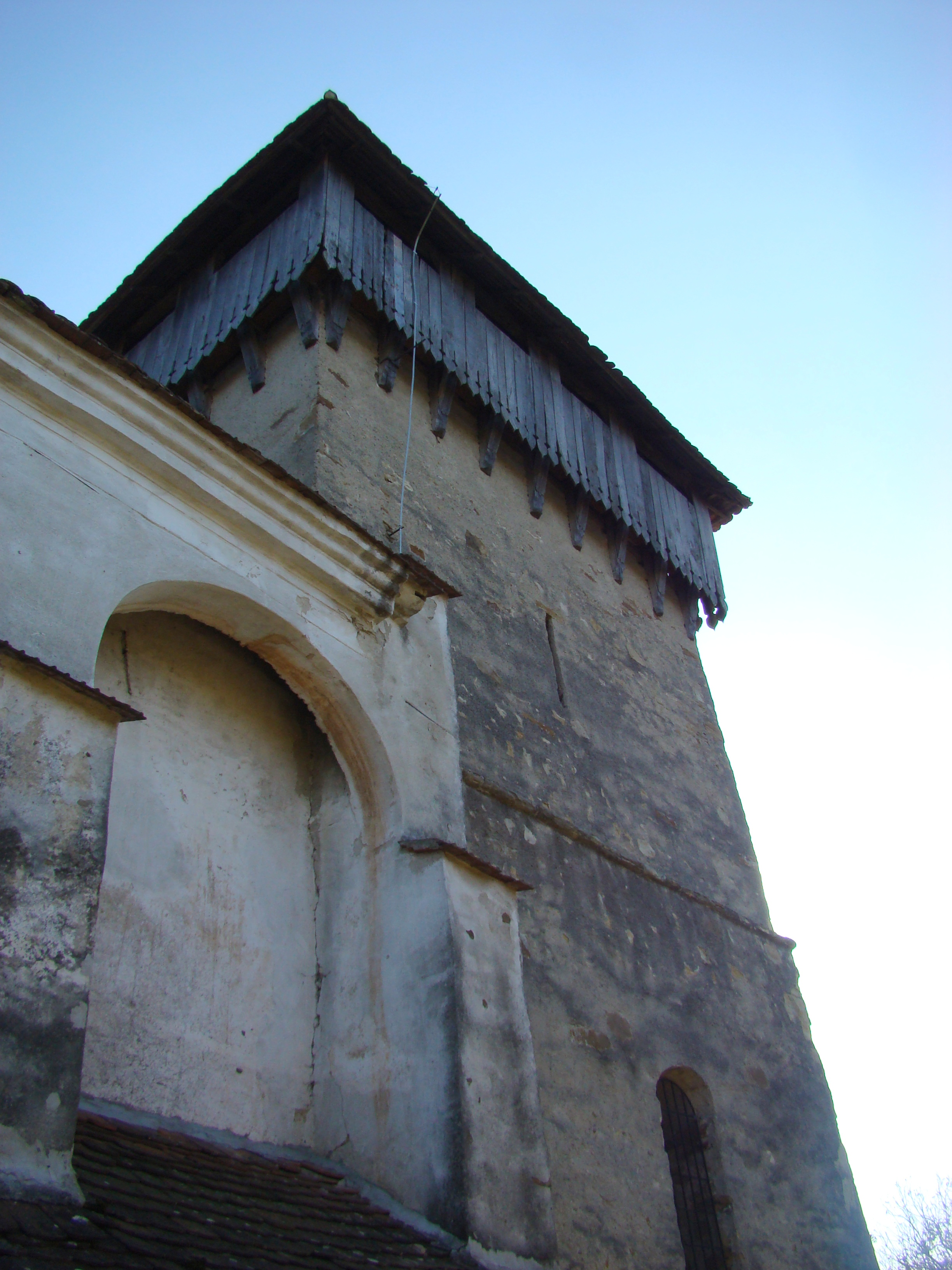
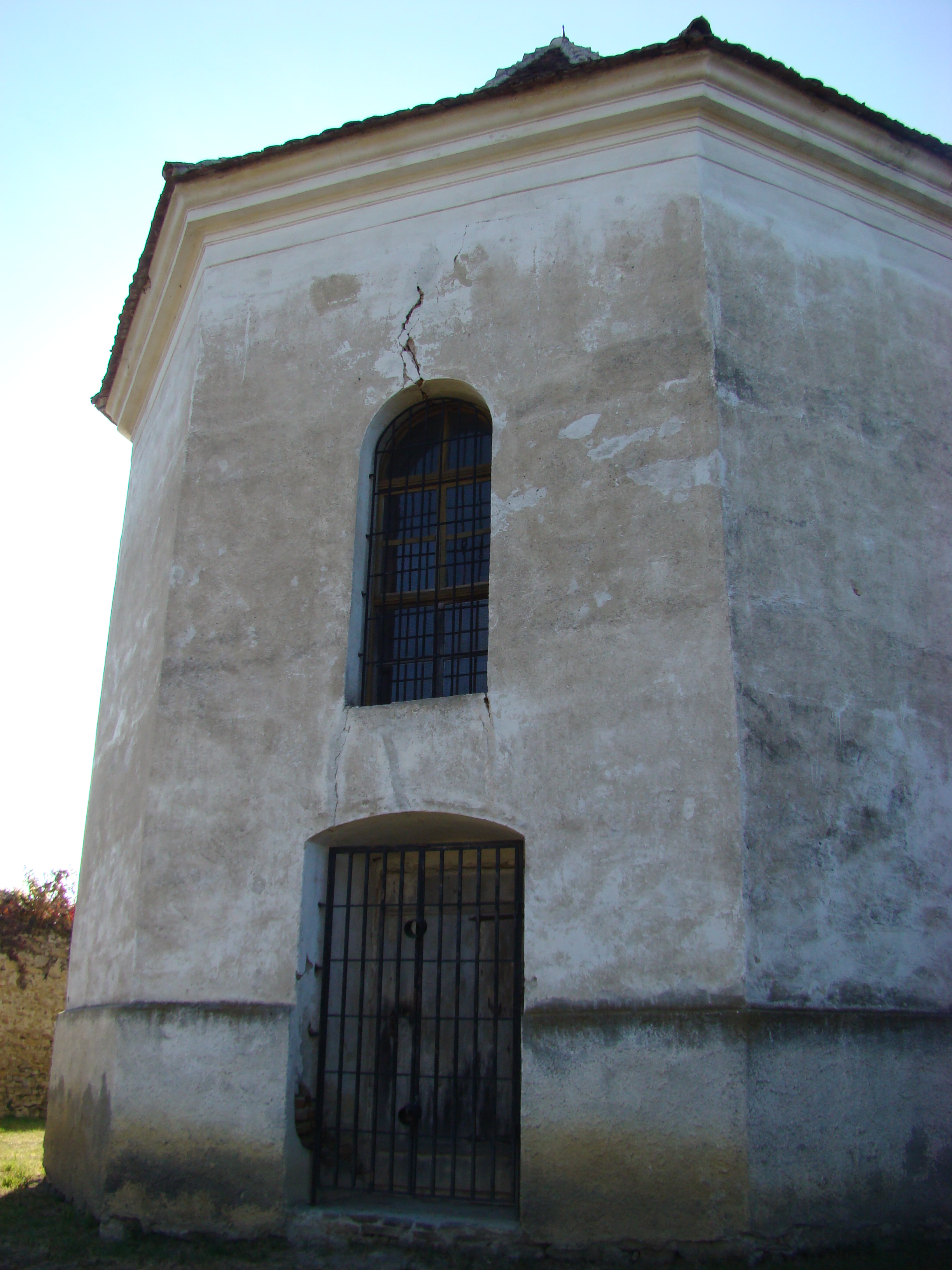
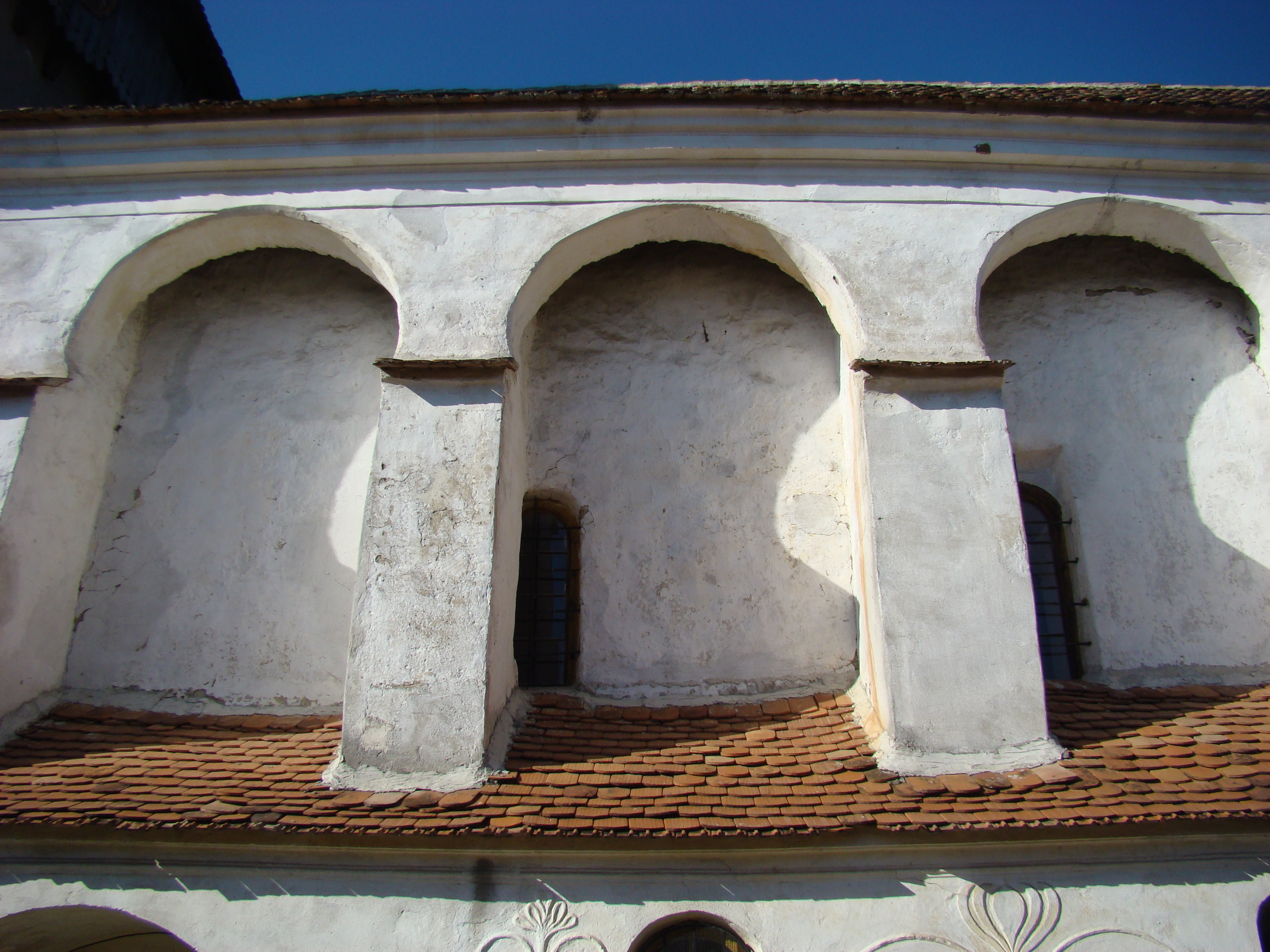
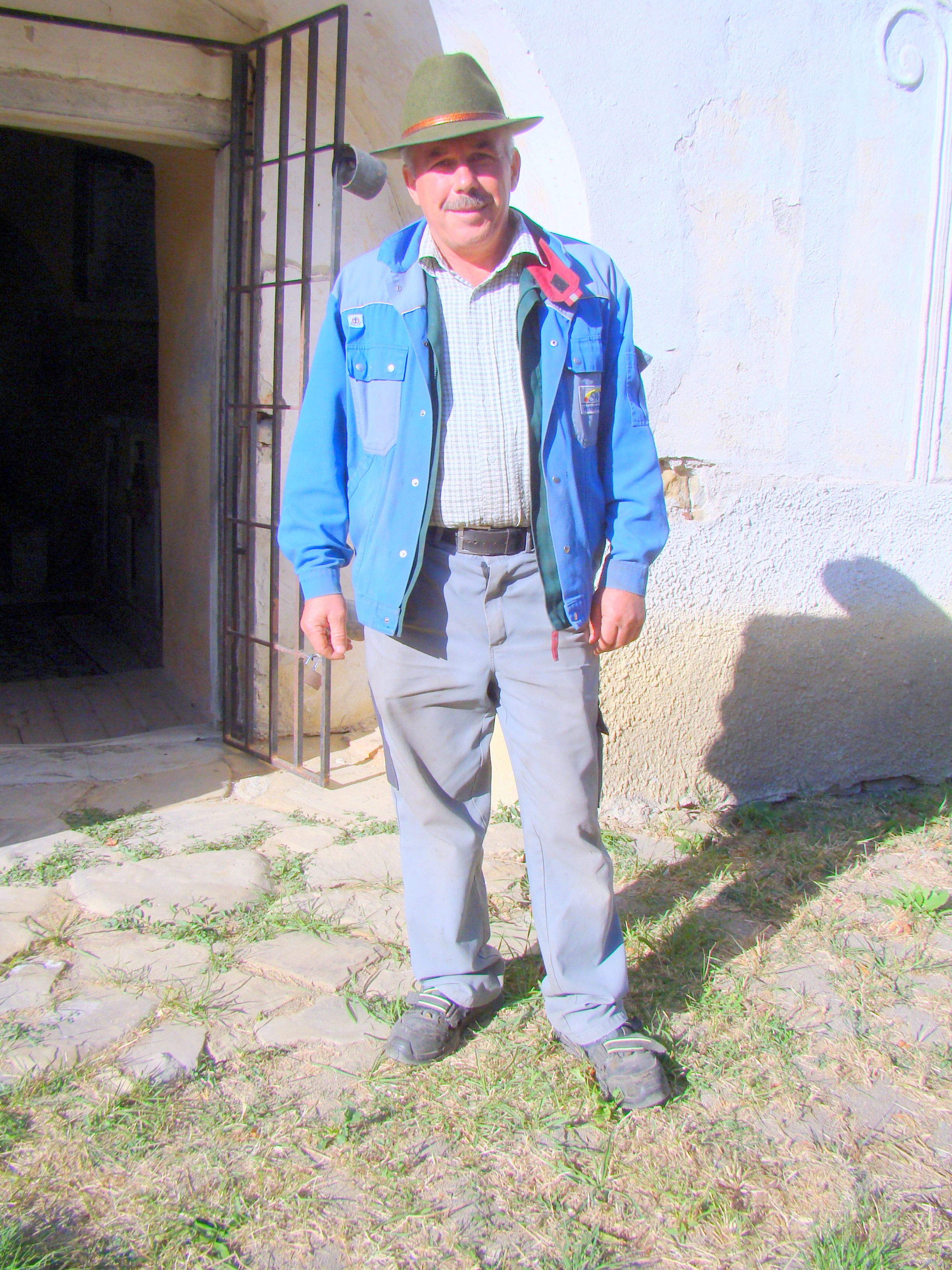
Curatorul bisericii evanghelice din Rodbav: Ongyerth Daniel
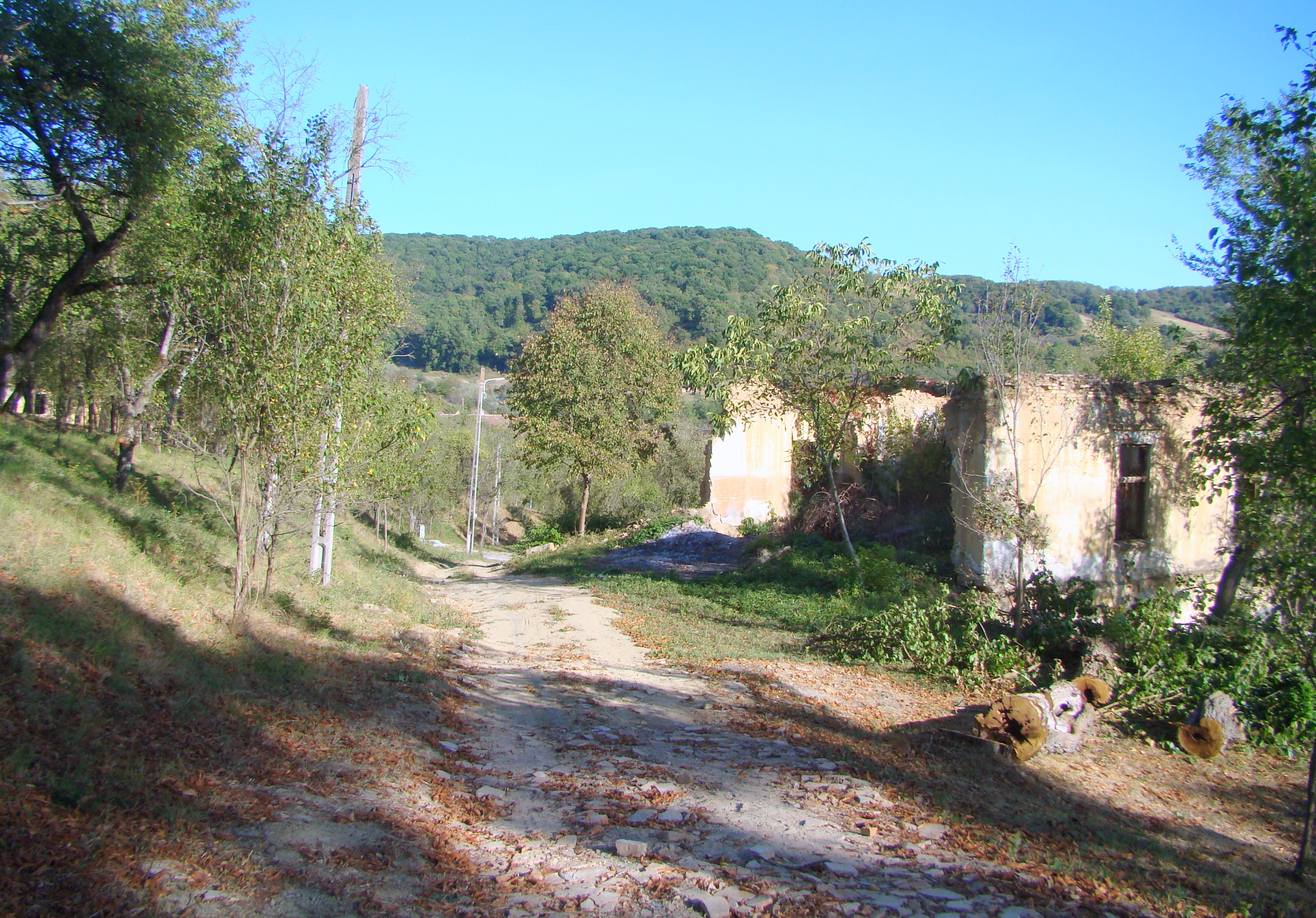
Pe drumul din sat către biserică, pe partea dreaptă se află casa parohială, iar pe partea stângă fosta școală evanghelică, ambele în ruină.

## Imagini din interior

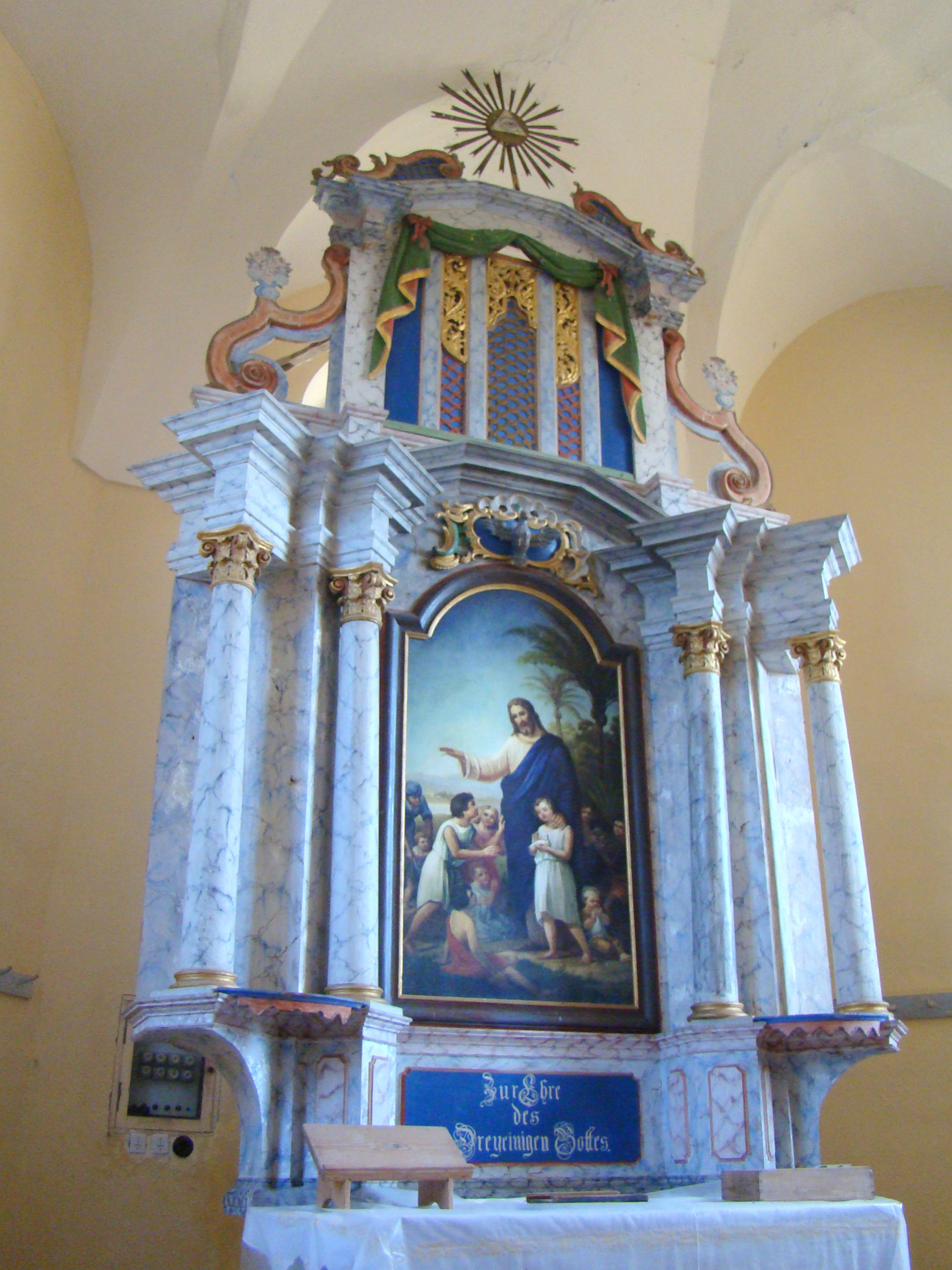
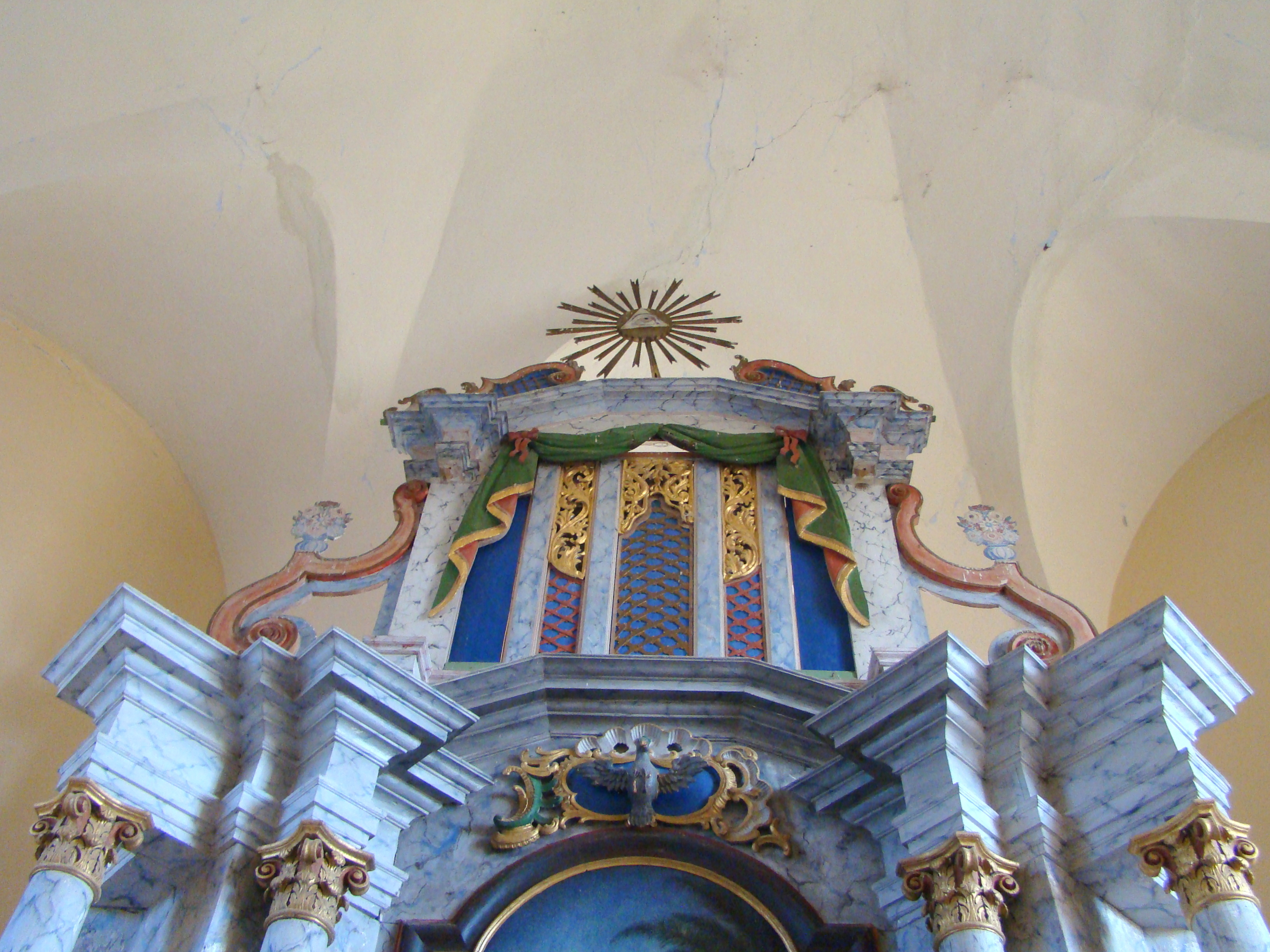
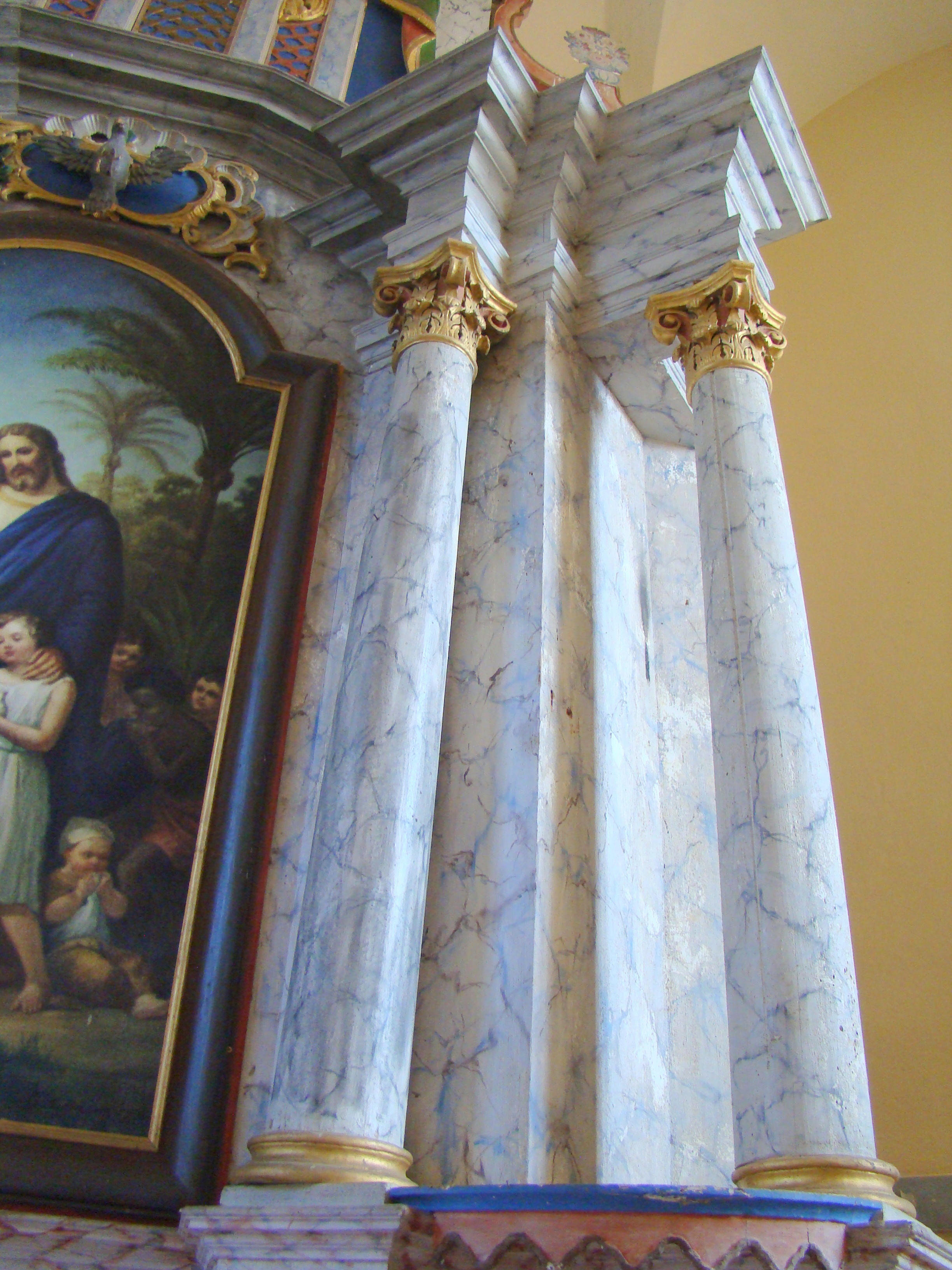
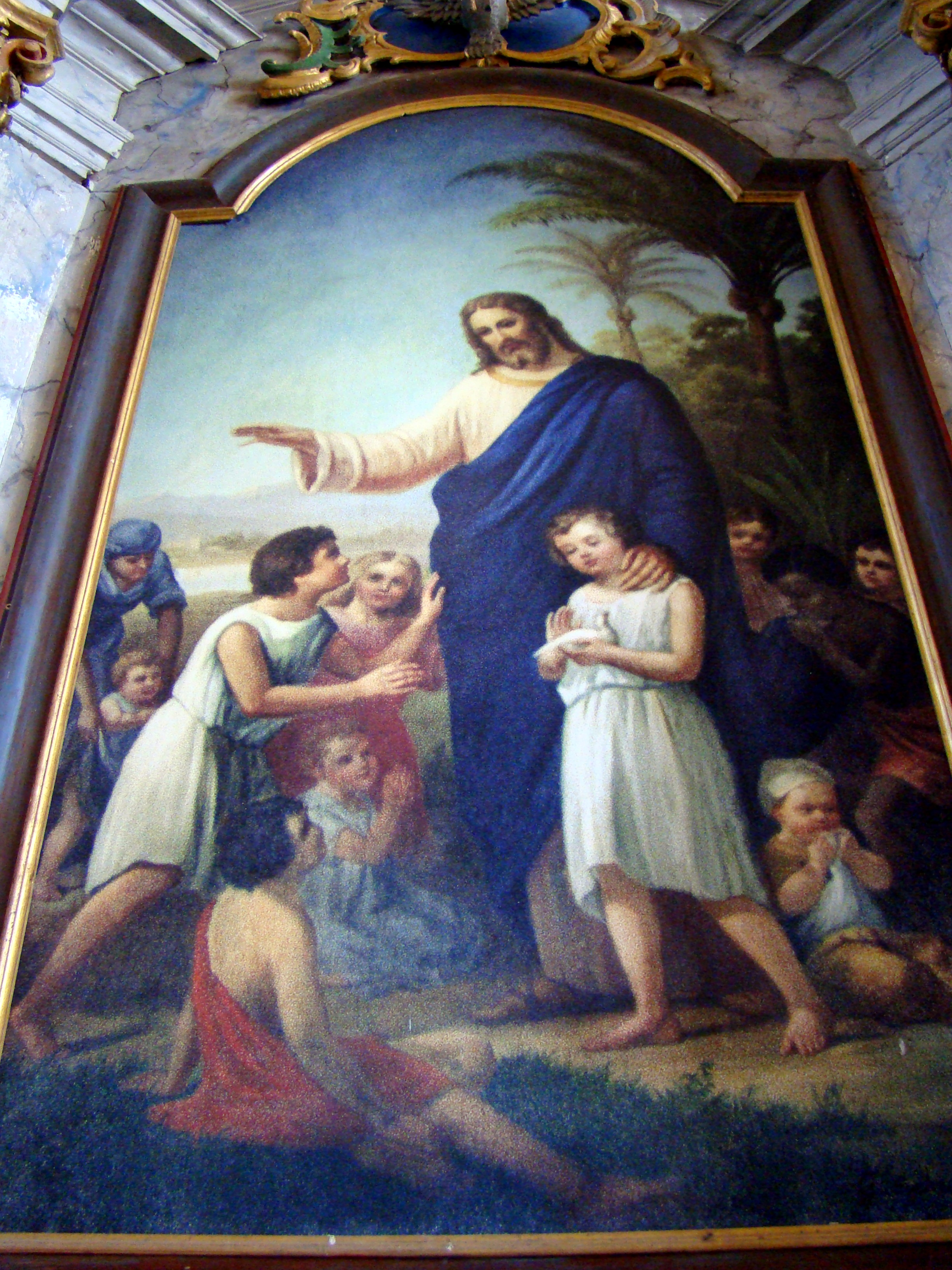
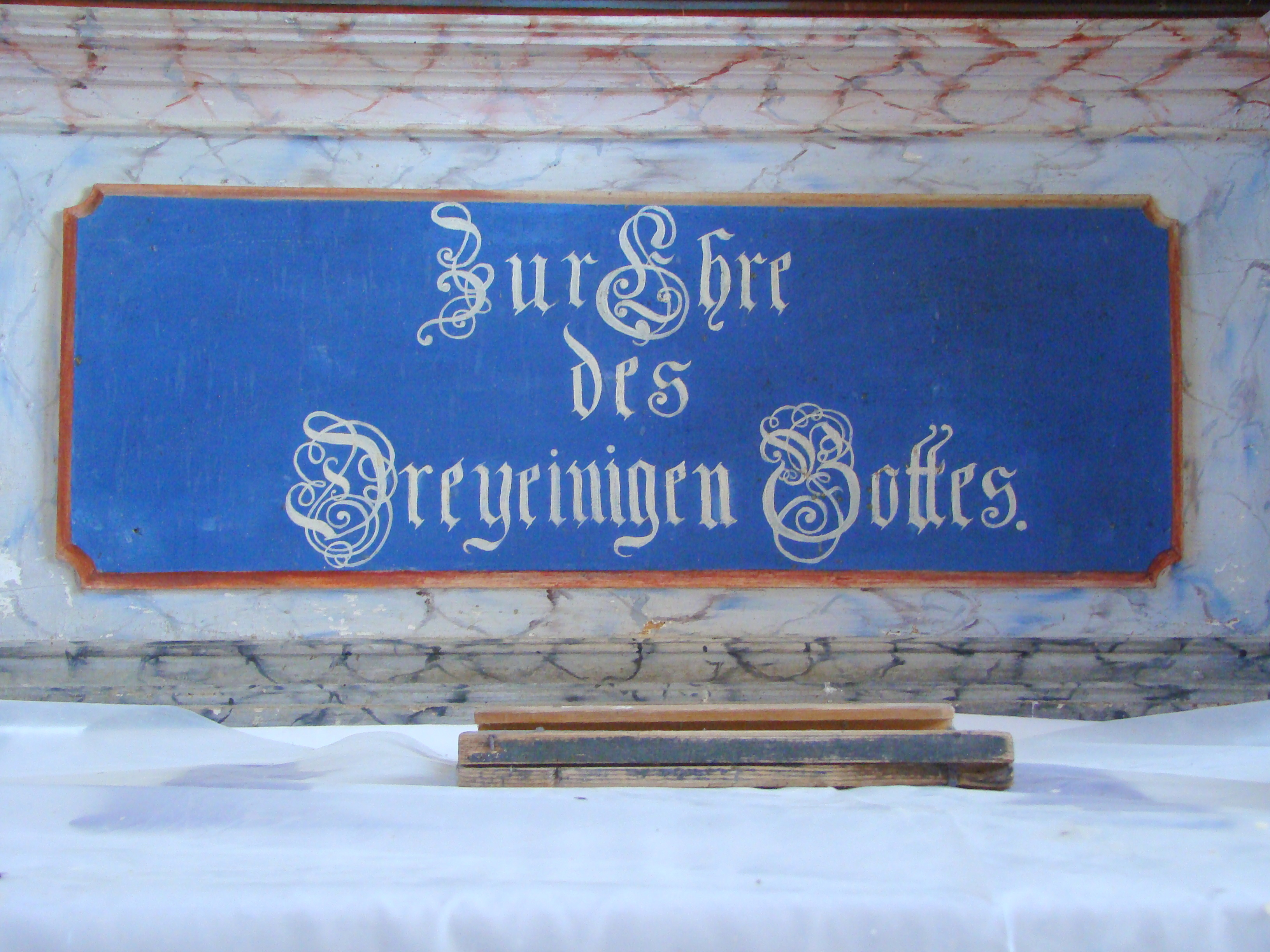
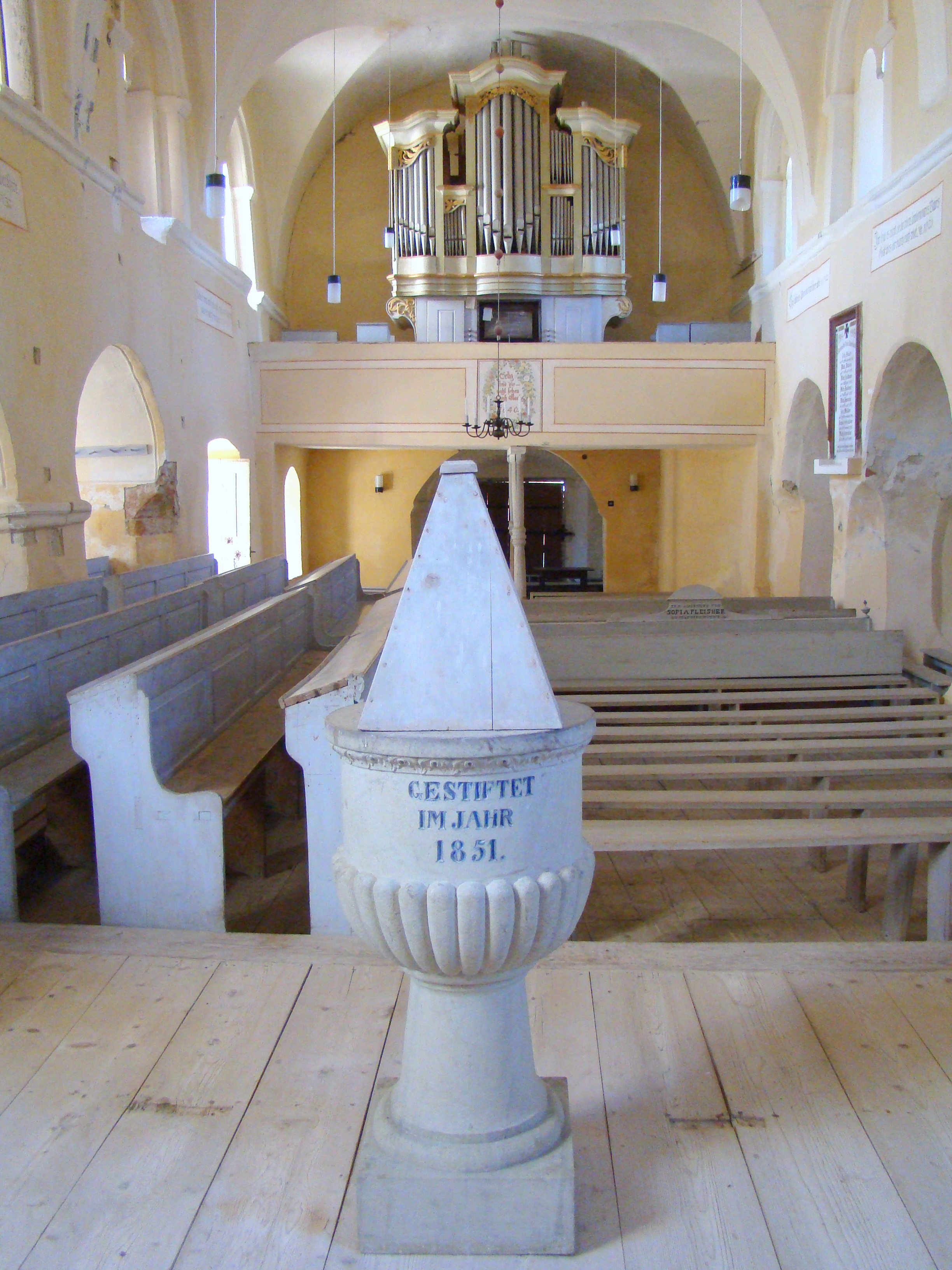
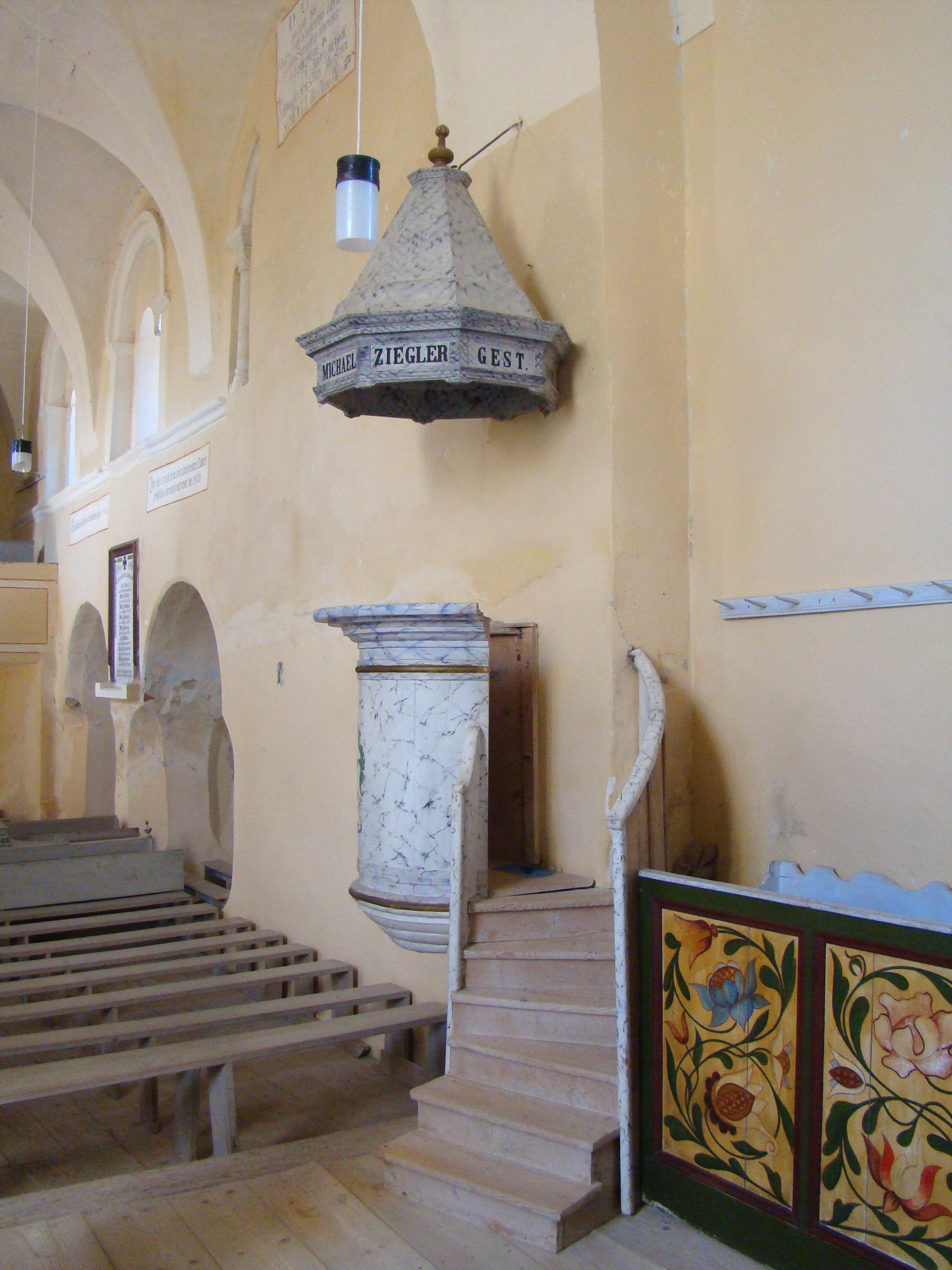
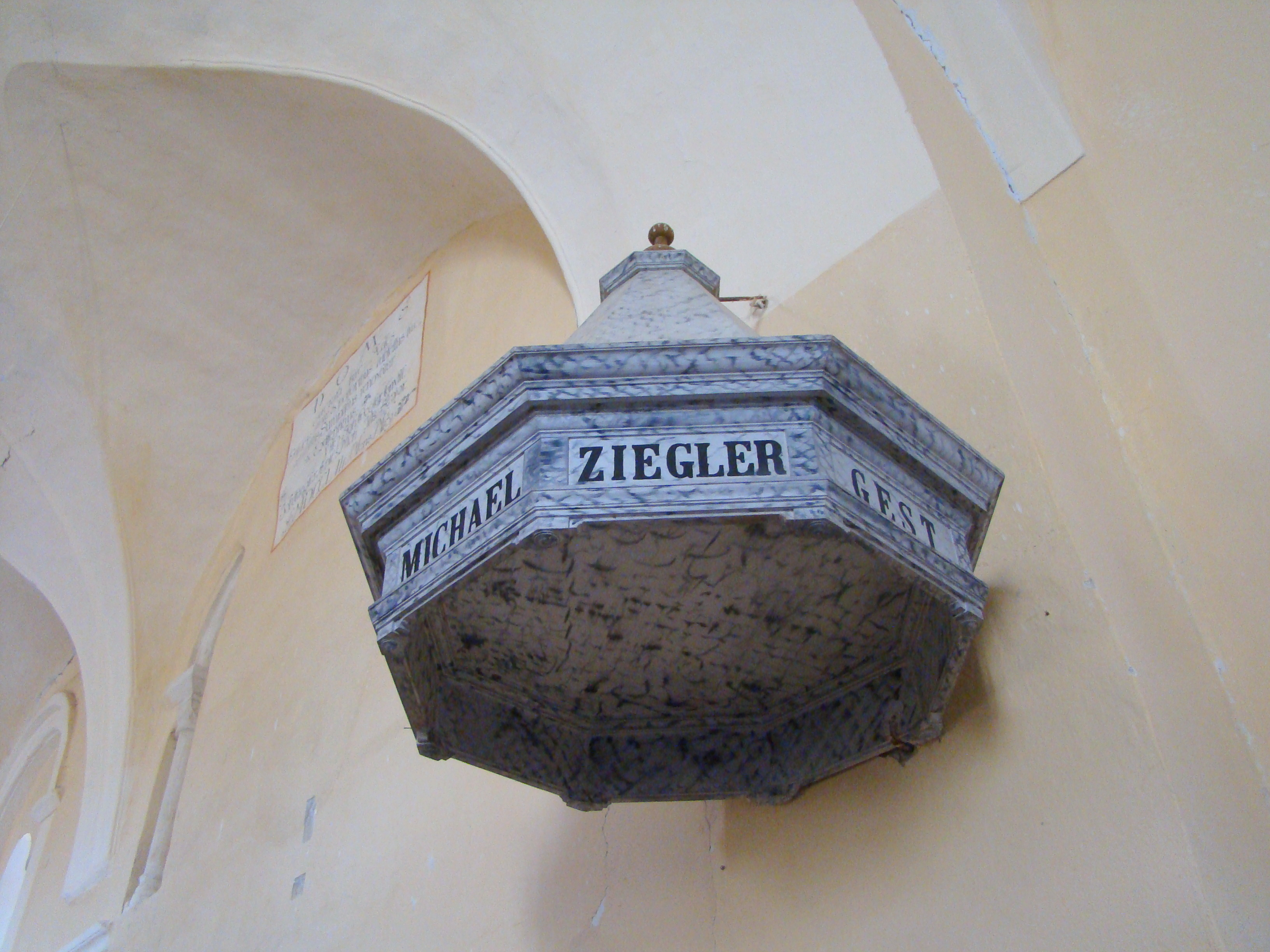
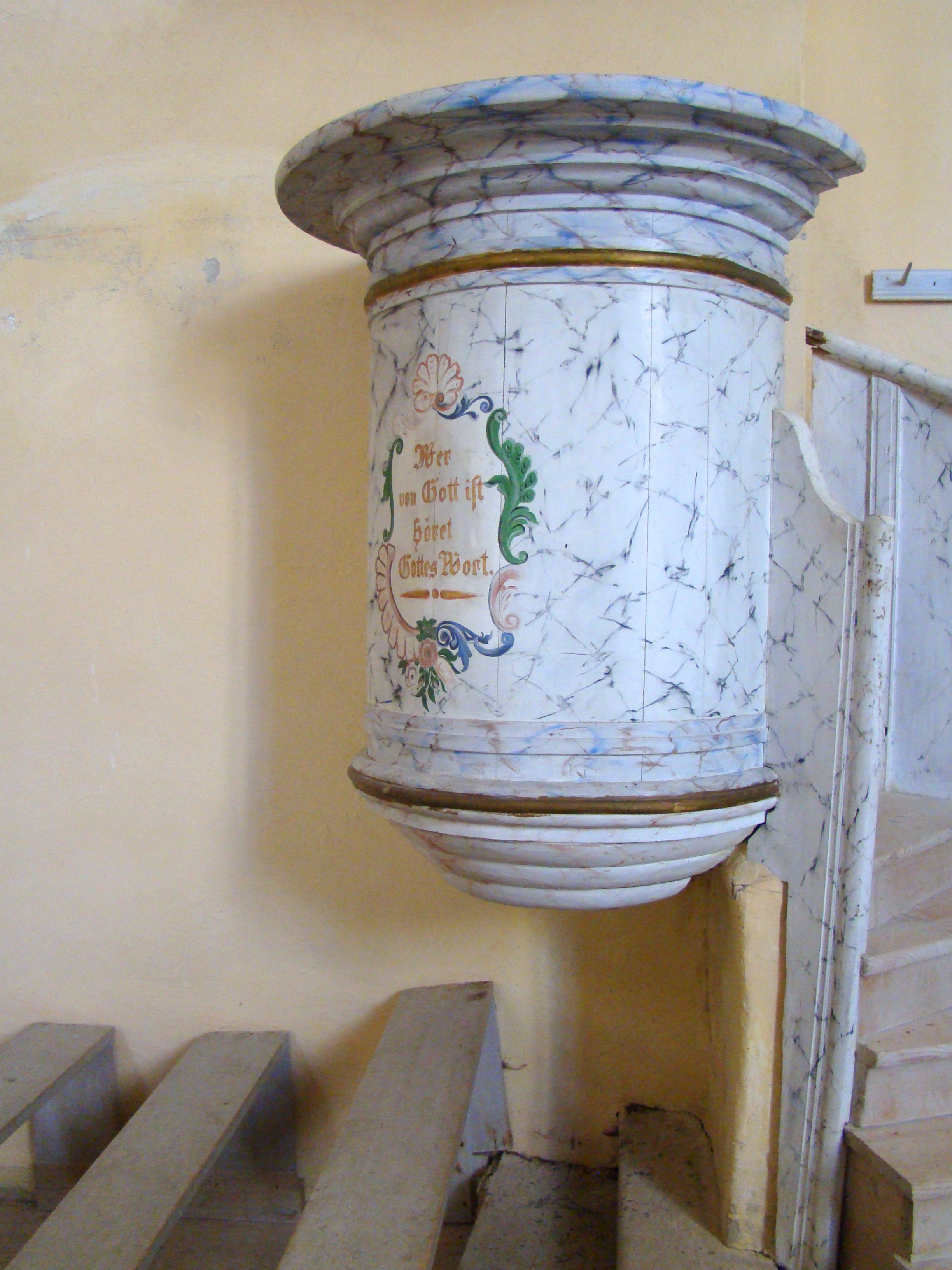
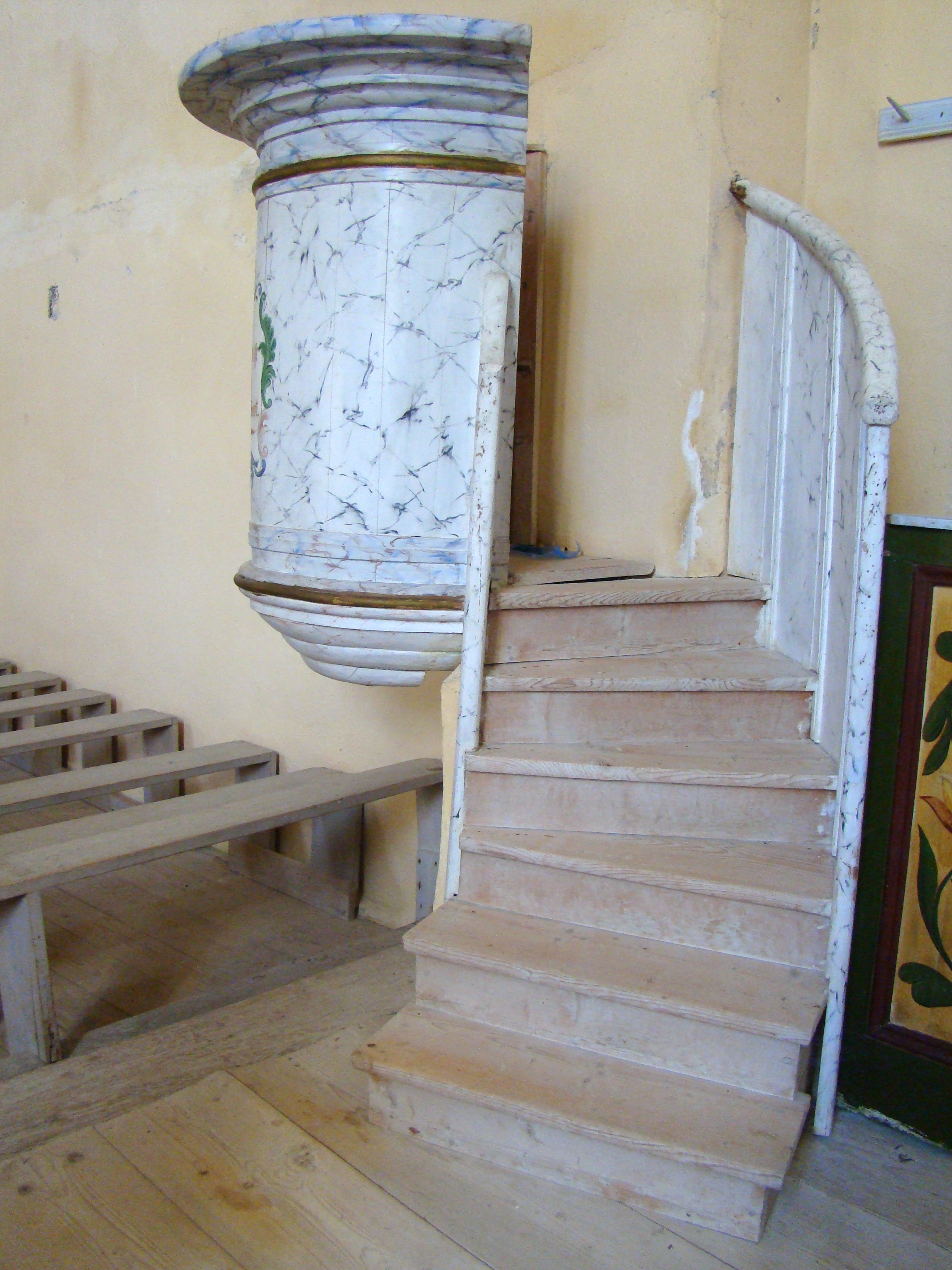
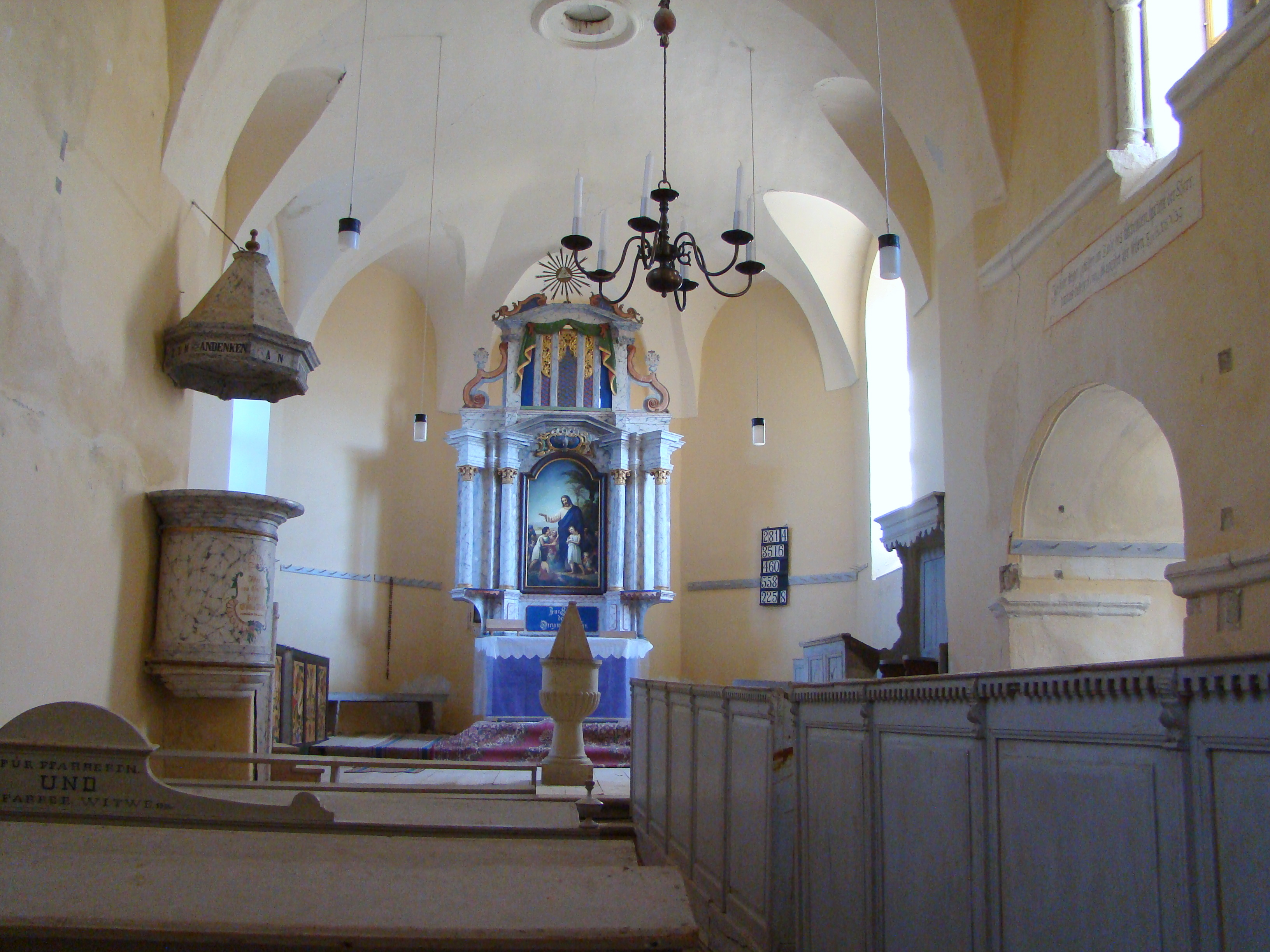
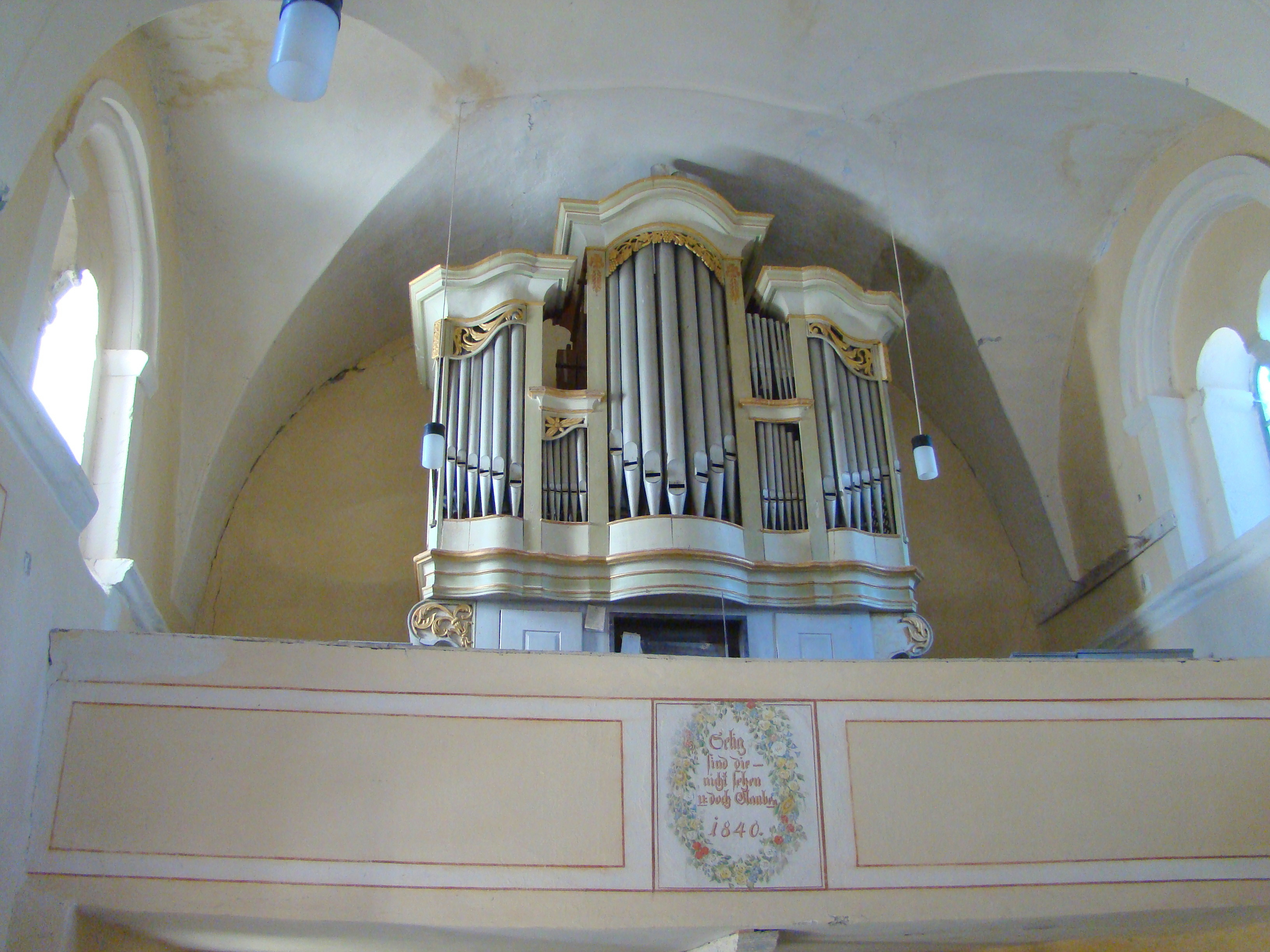
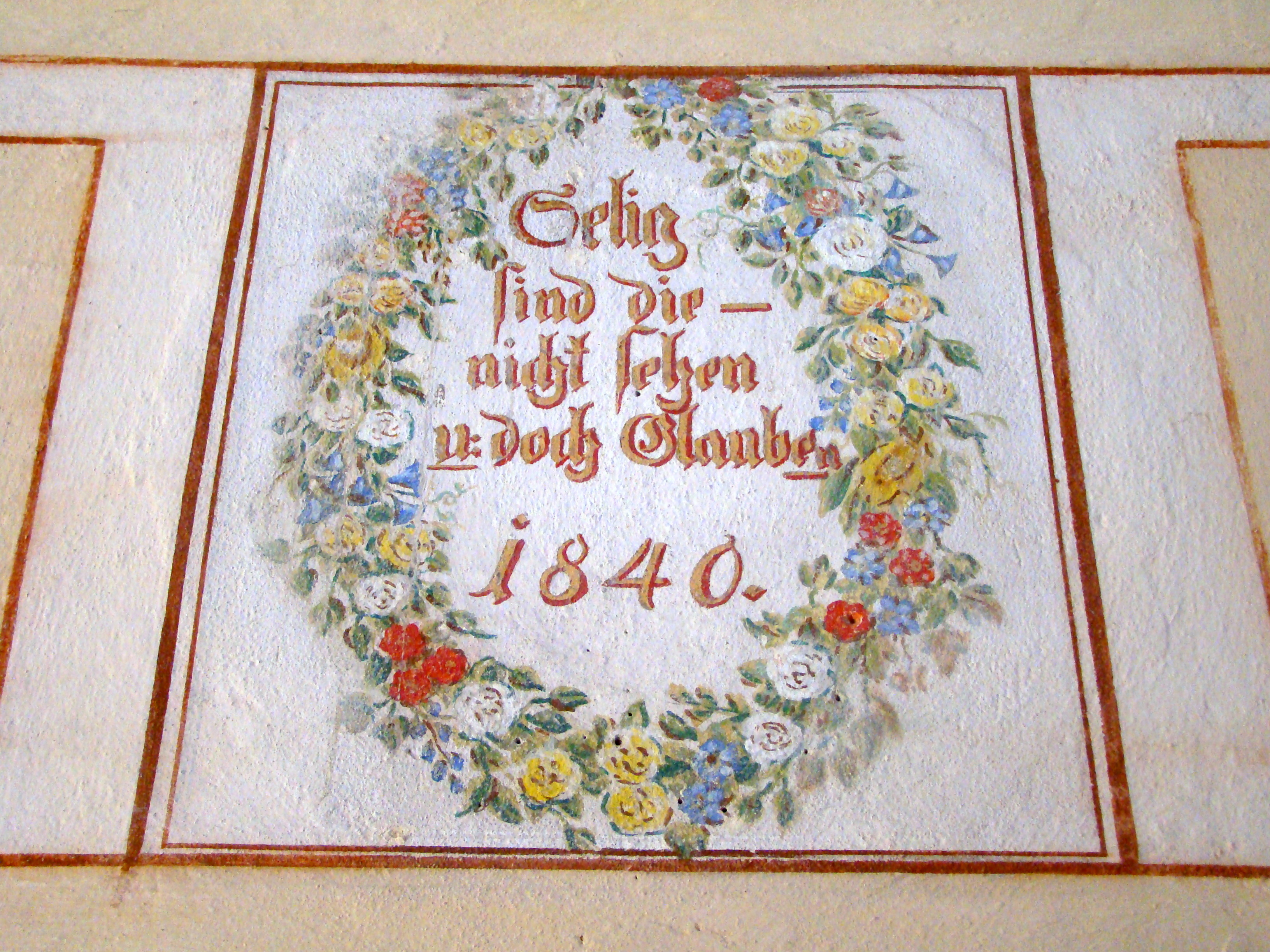
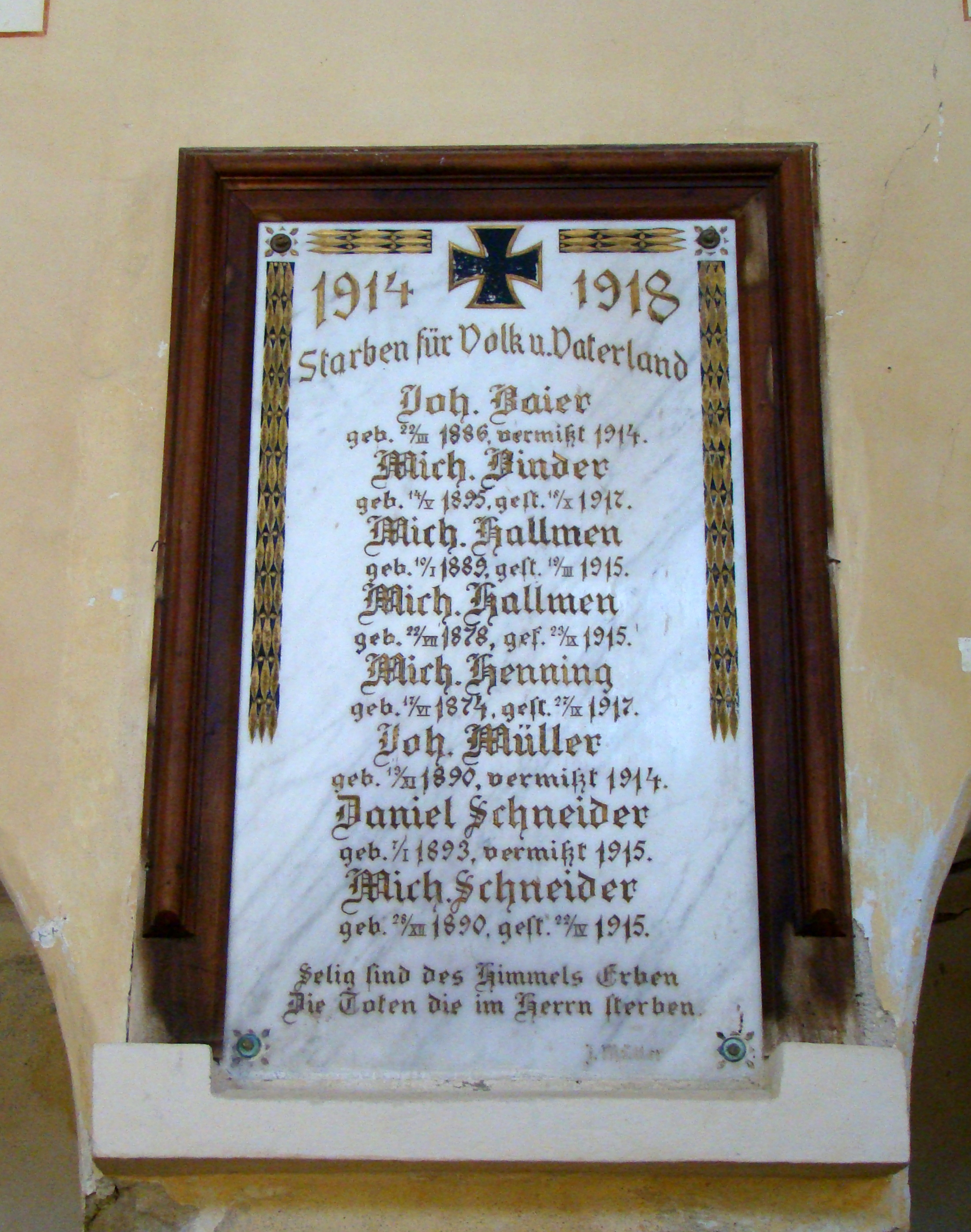
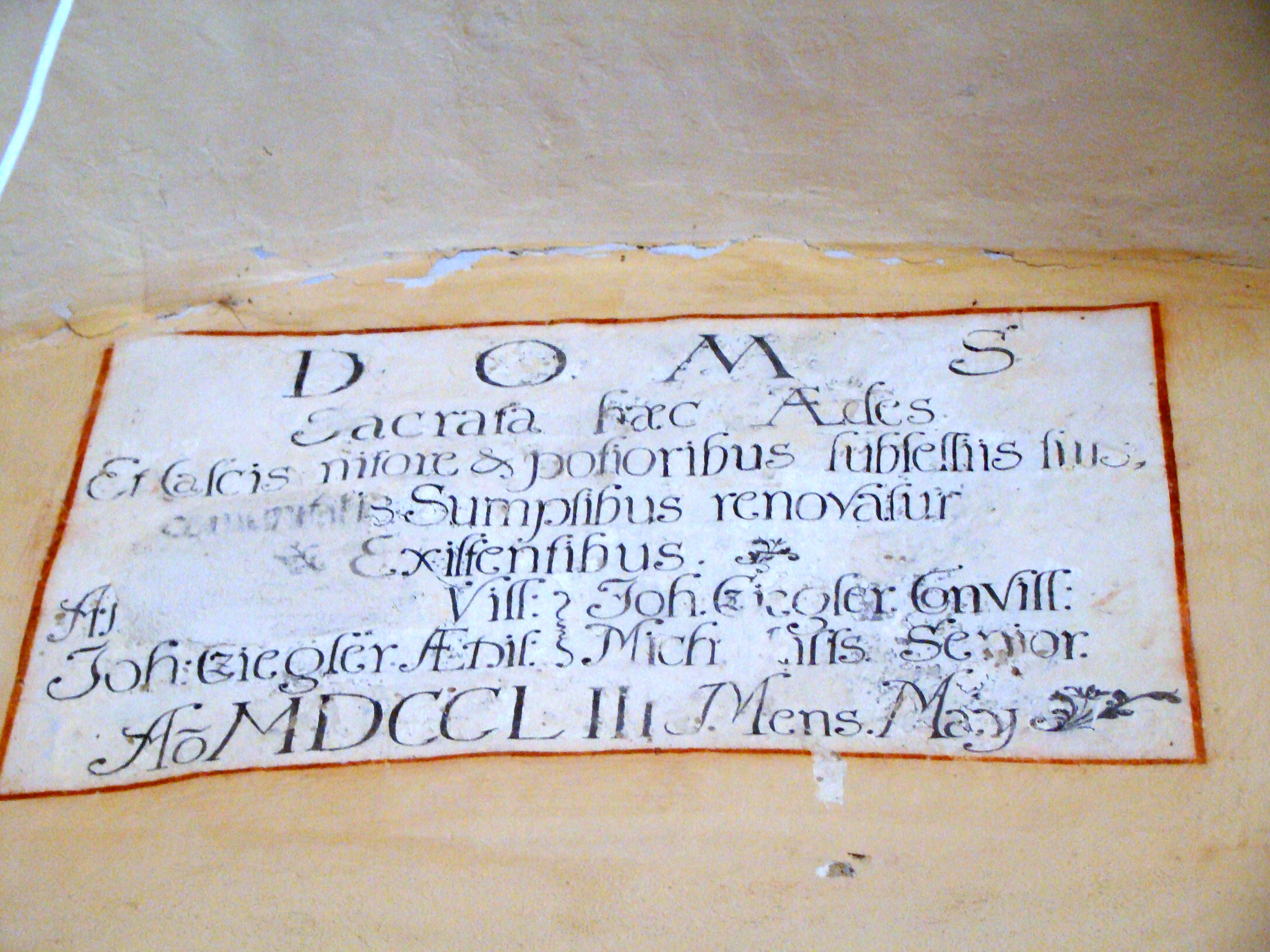
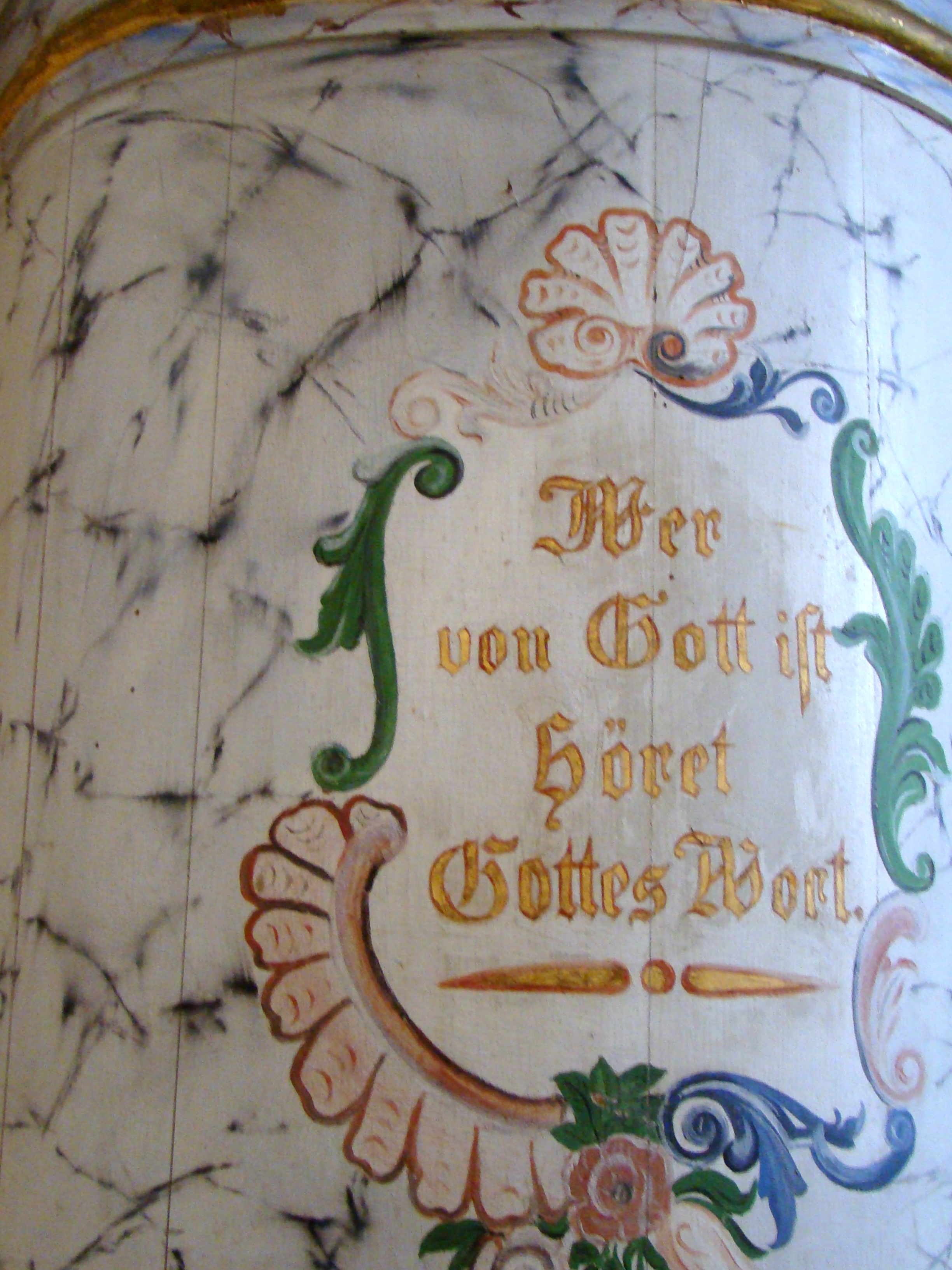
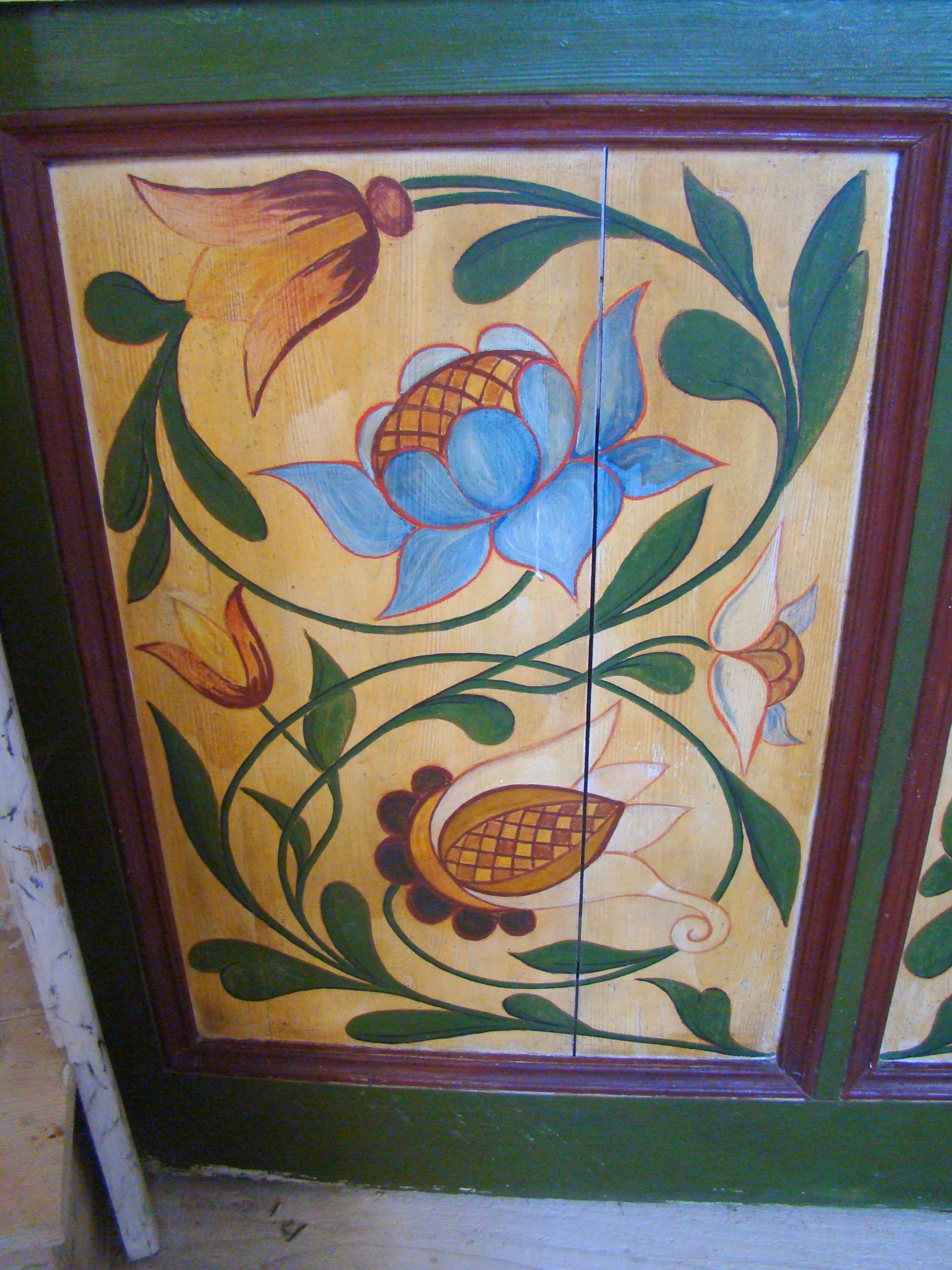
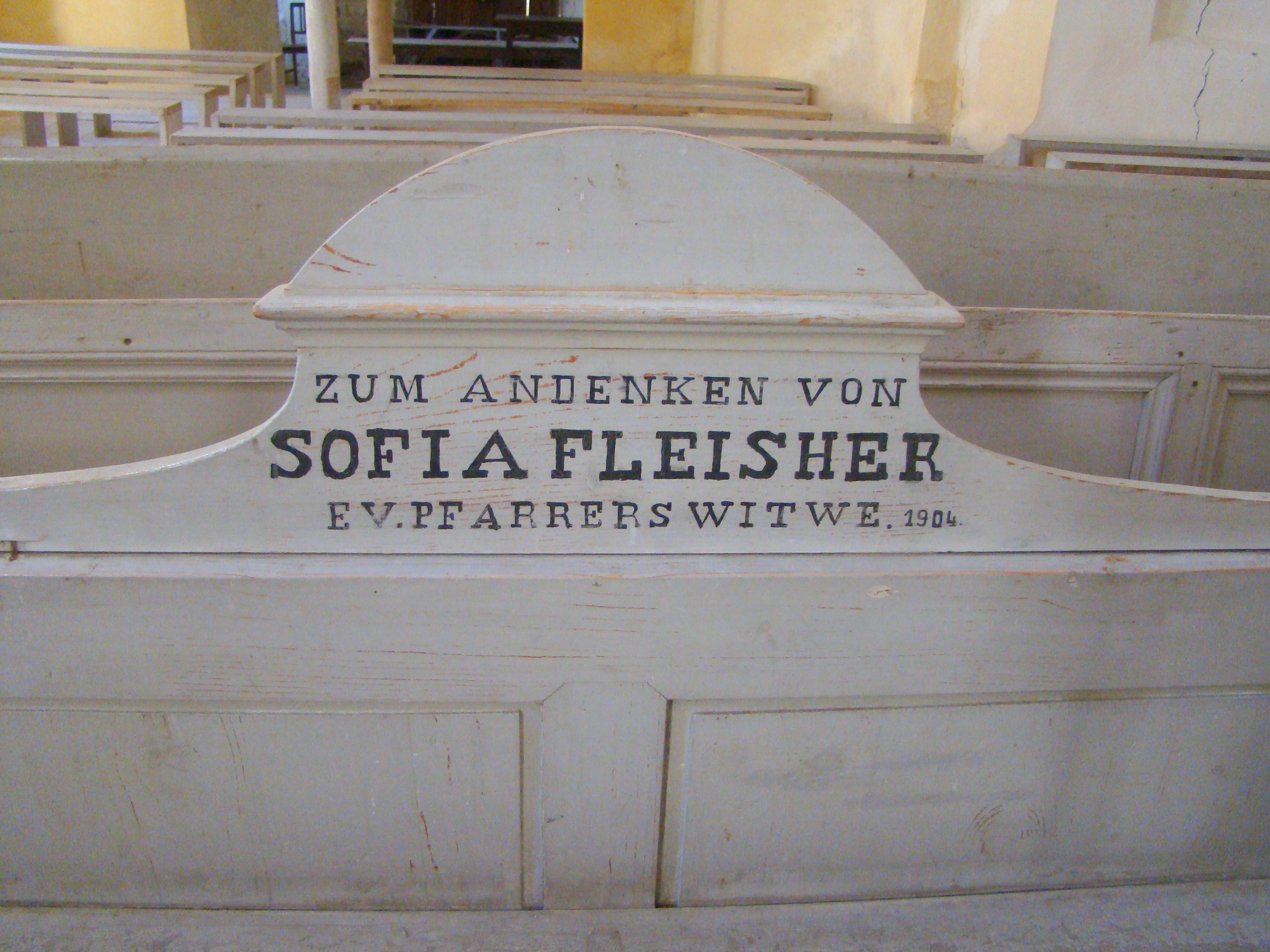
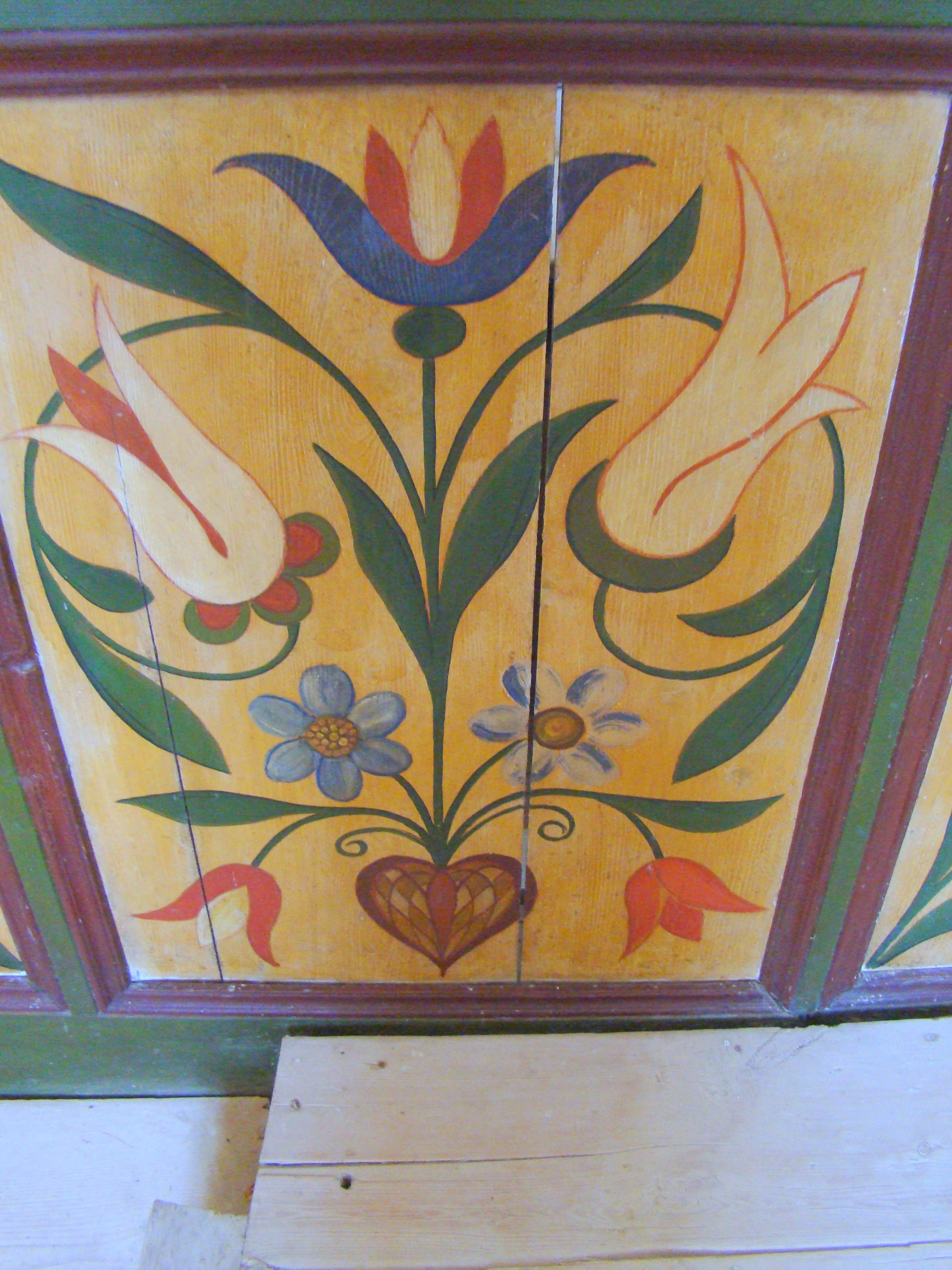
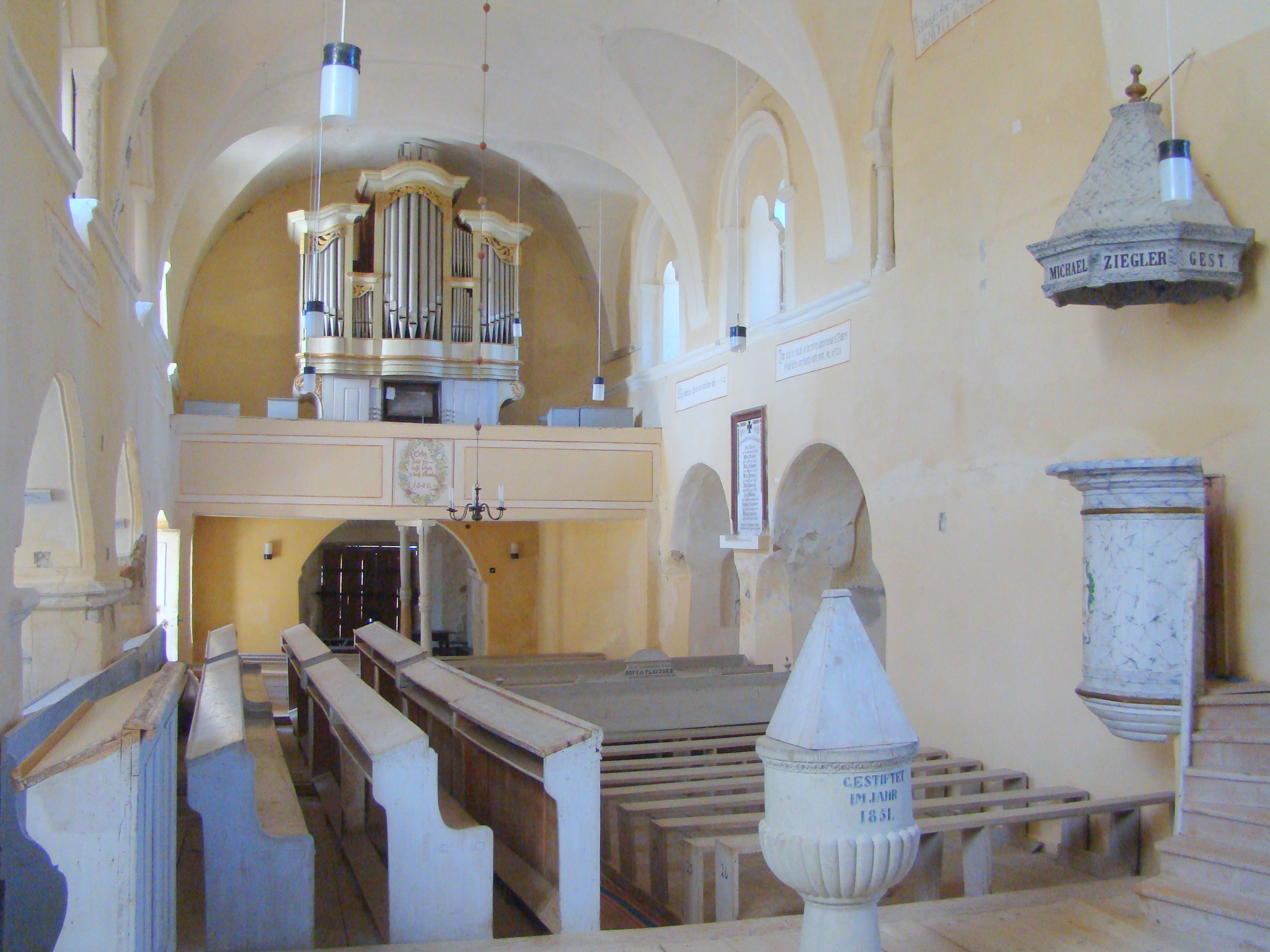